# Хронологія російського вторгнення в Україну (квітень 2025)
Ця стаття є частиною хронології повномасштабного російського вторгнення в Україну з 24 лютого 2022 року, яка є частиною хронології російської збройної агресії проти України з 2014 року.
Про події попереднього місяця — див. у статті Хронологія російського вторгнення в Україну (березень 2025).
Станом на початок квітня, понад 8 тисяч колишніх засуджених (чоловіків та жінок), поповнили лави Сил оборони.

## 1—10 квітня

### 1 квітня
За добу ЗС РФ втратили 1540 осіб, десятки одиниць техніки. ЗС РФ вночі не запускали БПЛА, натомість завдали удару двома КАБами Х-59/69, обидві ракети збито ППО в Запорізькій області. На фронті відбулося 141 бойове зіткнення, найбільше ЗС РФ атакували на Покровському напрямку.
ЗС РФ атакували Краснопілля, виникла пожежа, знищено будинок культури.
ЗС РФ продовжили атакувати КАБами Україну, з початку року росіяни застосували 10 тисяч таких ракет. Ввечері на Запоріжжі через російську атаку дронами загинула людина.
Президент США Трамп виступив проти ідеї Путіна щодо введення «тимчасової адміністрації» в Україні.

### 2 квітня

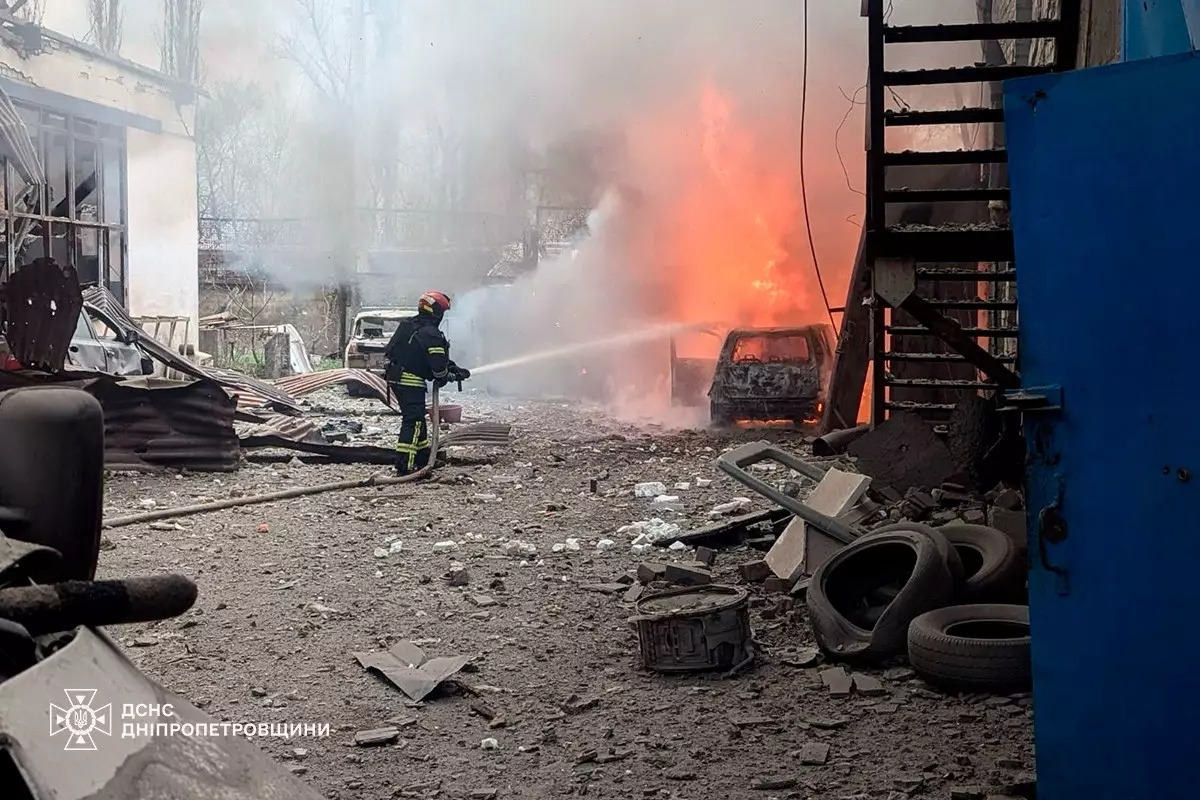
Удар по Кривому Рогу 2 квітня 2025

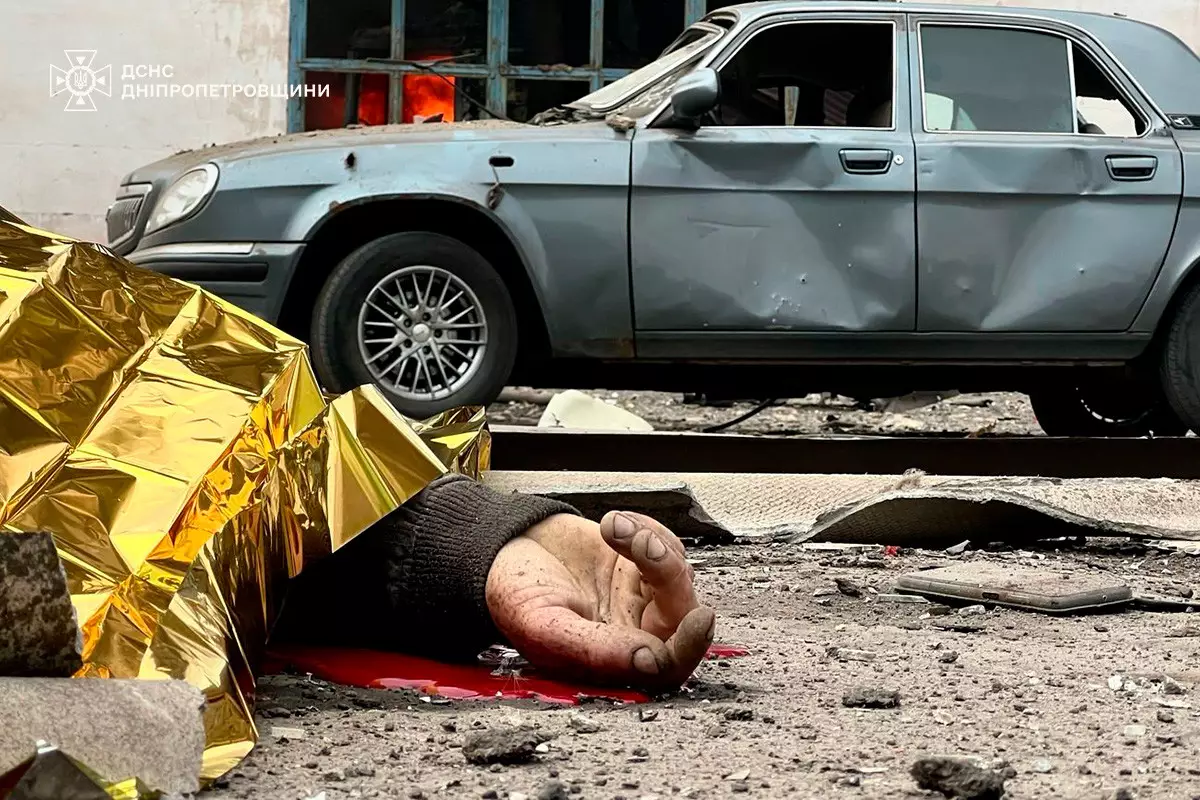
Загиблі в Кривому Розі 2 квітня 2025

За добу ЗС РФ втратили 1410 солдатів і 24 бойові броньовані машини. Вночі ЗС РФ атакували 74 БПЛА, ППО збили 41 дрон, ще 20 не досягли цілей. Постраждали Харківщина, Донеччина та Одещина. У Холодногірському районі Харкова було влучання по двом промисловим будівлям, пошкоджено понад 10 будинків приватного сектору. Вісім людей травмовано, троє з них діти. Удар був завданий 15 безпілотниками.
РФ продовжила наступ у Курській області, за добу зафіксовано просування ворога на кількох відрізках фронту. В Іркутській області Росії розбився дальній бомбардувальник Ту-22М3, екіпаж катапультувався, один пілот загинув. З таких літаків Росія завдає ударів вглиб по українських містах.
Українські оператори дронів знищили кілька російських систем ППО, вартість втраченої РФ техніки сягнула $50 млн.
Ввечері ЗС РФ вдарили балістичною ракетою по Кривому Рогу, загинули четверо людей, 17 поранено, серед них двоє дітей. Пошкоджено підприємство, багатоповерхівки, АЗС, автомобілі та інші цивільні об'єкти.
Вночі по Харкову було завдано 14 ударів БПЛА у Київському районі, постраждалих не було зафіксовано, були невеликі пошкодження житлового фонду та транспортної інфраструктури. Увечері місто було атаковано повторно, пролунали вибухи. В Кривому Розі внаслідок російської атаки загинуло троє, одна людина поранена.

### 3 квітня
За добу ЗС РФ втратили 1390 солдатів і реактивну систему залпового вогню. Вночі ЗС РФ атакували Україну 39 БпЛА, ППО збили 28 дронів, постраждали Харківщина, Донеччина та Дніпропетровщина. ЗСУ просунулися на Покровському напрямку, ЗС РФ просунулися біля Торецька, Покровська та Великої Новосілки.
У тимчасово окупованому Мелітополі вибухнув російський бронеавтомобіль «Тигр», серед загиблих були «кадирівці».
У Павлограді через обстріли були незначні пошкодження в адмінбудівлі і двох п'ятиповерхівках. На Межівську громаду Синельниківського району ЗС РФ скерували дрон-камікадзе, розбито будівлю. Пізно ввечері ЗС РФ атакували Запоріжжя та область, там пролунали вибухии. Вночі ЗС РФ атакували Костянтинівку, одна людина загинула, 3 поранено, пошкодженокілька десятків будівель, електромережу і газопровід. Польський уряд передав Україні 5 тисяч терміналів Starlink.
Уряд Данії схвалив виділення фінансування зброї для України впродовж 2025—2027 років, це 25-й пакет військової допомоги від початку повномасштабної війни, його оцінили в 6,7 млрд данських крон ($970 млн) і фінансуватимуть за рахунок Українського фонду.
В Словаччині в межах благодійної ініціативи Амуніція для України з квітня 2024 року по лютий 2025-го зібрали 5,1 млн євро на боєприпаси для ЗСУ, всупереч позиції уряду прем'єра Роберта Фіцо.
За даними верховного представника ЄС із закордонних справ і політики безпеки Каї Каллас, країни ЄС забезпечували понад половину потреб України в боєприпасах, які президент Зеленський оцінив у 2 млн снарядів.

### 4 квітня
ЗС РФ за добу втратили 1380 осіб, з початку вторгнення втрати сягнули 920 тисяч. Вночі ЗС РФ атакували Україну 78 БпЛА з напрямків: Брянськ, Міллерово, Приморсько-Ахтарськ, Курськ — РФ. Збито 42 БПЛА, 22 імітатори локаційно втрачені. Зафіксовані ураження на Харківщині, Дніпропетровщині, Київщині та Запоріжжі. В Харкові внаслідок влучання дронів загинуло 5 людей, ще 35 людей поранено.
На Харківському напрямку ЗС РФ двічі намагалися просунутися в районах Вовчанська та у бік Кам'янки, ЗСУ зупинили дві спроби противника просунутися на Куп'янському напрямку поблизу Загризового.
На Лиманському напрямку ворог 28 разів атакував у бік населених пунктів Новомихайлівка, Катеринівка, Греківка, Ольгівка, Новосергіївка, Нове та поблизу Надії. Наразі тривають бої у 14 локаціях.
В Київській області БпЛА влучили по території Броварського району. Через влучання на парковці спалахнули два вантажні та два легкові авто, ще 19 авто пошкоджено, кілька людей травмовано. Почалася пожежа в автосалоні, пошкоджено п'ять авто в Києві.
Через російські обстріли, пошкоджень зазнали близько 20 приватних будинків та знищено єдиний торгівельний центр у селищі Кушугум в Запорізькому районі, постраждали маршрутки й автобуси. На Чернігівщині внаслідок атаки РФ у селі Ковпинка поранені двоє цивільних, а також пошкоджений автомобіль, у Ясній Поляні та Медведівці — по одному приватному будинку. У тимчасово окупованому Мелітополі Запорізької області підірвали броньований автомобіль «Тигр» російських найманців. Загинули п'ять окупантів.

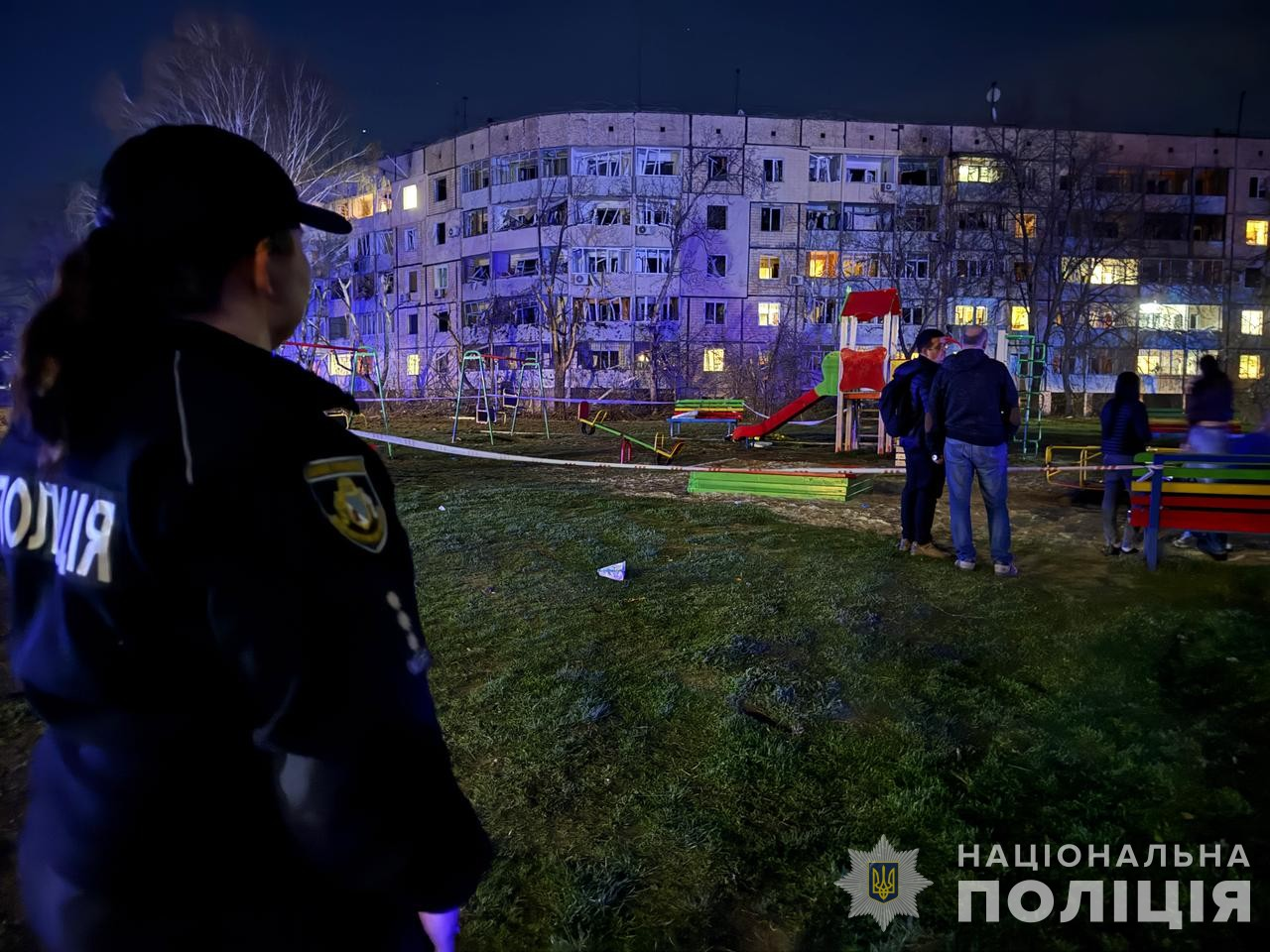
Місце удару в Кривому Розі

Увечері ЗС РФ вдарили ракетою Іскандер-М по Кривому Рогу, вона впала біля житлового будинку, 20 загиблих, серед них 9 дітей, 67 людей поранено. Пошкоджені щонайменше 5 будинків. Одна з балістичних ракет вибухнула у повітрі біля дитячого майданчика. У місті оголошено триденну жалобу. 6 квітня по всій Україні оголошено днем жалоби.
У Києві почалися зустрічі представників України, Франції і Великої Британії щодо розміщення військового контингенту.
Трьом військовим РФ, причетним до обстрілу центру Одеси, заочно оголошено про підозри: командувача Чорноморського флоту РФ адмірала Віктора Соколова, його заступника віцеадмірала Аркадія Романова та підпорядкованого їм командира 15-ї окремої берегової ракетної бригади полковника Олексія Щербакова. 5 листопада 2023 року Соколов віддав наказ на обстріл Одеси.

### 5 квітня
За добу ЗС РФ втратили 1390 осіб, 67 артсистем, 105 дронів і 113 авто. Російська армія просунулась у районі трьох населених пунктів одразу на трьох напрямках — Харківському, Лиманському та Торецькому. За повідомленням DeepState росіяни просунувся біля Кам'янки, Новолюбівки та в Торецьку.
Вночі військові ЗС РФ атакували Україну 92 БПЛА, ППО збили 51 дрон, 31 БПЛА локаційно втрачений. У Броварському районі Київської області уламки російського дрона спричинили пошкодження приватного будинку. Російський удар БпЛА по Кривому Розі поранив 7 людей, вбито одну людину, пошкоджені приватні будинки, дитячий майданчик, трамвайну колію, маршрутні мікроавтобуси та автомобілі.
Міноборони РФ відзвітувало про «збиття 49 українських БпЛА», найбільше у Воронезькій області — 16 безпілотників, а над Бєлгородською — 14, і ще по одному — над Брянською, Липецькою, Орловською, Пензенською областями.
У Росії поскаржилися на атаку українських дронів на Саранськ. Під удар потрапив завод «Оптиковолоконні системи» — перше і єдине в РФ підприємство, що виробляє оптоволоконні кабелі для управління БПЛА на фронті. Атака на завод Оптоволоконні системи продовжилася зранку. На підприємству прилетів безпілотник на базі легкомоторного літака АН-196 Лютий, «який спокійно долетів до заводу та впав на його території».
Армія рф протягом доби атакувала Херсонську область, обстрілявши щонайменше 29 населених пунктів. Унаслідок ворожих ударів семеро мирних жителів отримали поранення. В результаті пошкоджено житлову інфраструктуру: постраждала багатоповерхівка та щонайменше шість приватних осель. Крім того, пошкоджено стільникову вежу, а також кілька автомобілів місцевих мешканців.
Вночі дрони СБУ атакували підприємство «Промсинтез» в Чапаєвську Самарської області, це один із провідних у РФ виробників промислових вибухових речовин (амонал, амоніт, грануліт). 
Зеленський наказав СБУ провести розслідування, щодо витоку секретної інформації стосовно угоди з США, що стала відома журналістам Financial Times. За даними депутата Ярослава Железняка, у новому варіанті угоди американці пропонують, щоб більшість в управлінні фондом становили представники США (3 з 5 членів). Усі нові інвестпроєкти спочатку пропонуються американській стороні, та будь-які зміни відбуваються за домовленістю з американською стороною.
Україна повернула ще 45 громадян з тимчасово окупованої території, Росії та Білорусі. Про це повідомив уповноважений Верховної Ради України з прав людини Дмитро Лубінець. Переважна більшість повернутих люди похилого віку.
Німеччина забезпечила Україну супутниковим інтернетом Eutelsat як альтернативу Starlink. Очікується збільшення кількості терміналів Eutelsat в Україні з фінансуванням від Німеччини.

### 6 квітня
За добу ЗС РФ втратили 1330 солдатів, 4 реактивні системи залпового вогню і 56 артсистем. ЗС РФ вночі здійснили комбінований удар по Україні ракетами повітряного, наземного, морського базування та ударними БпЛА. ЗСУ виявили та здійснили супровід 132 засобів повітряного нападу противника — 23 ракети різних типів та 109 ударних БпЛА (безпілотників-імітаторів інших типів), зокрема:
- 9 крилатих ракет Х-101/Х-55СМ (пуски з літаків Ту-95МС із повітряного простору Саратовської обл. — рф.);
- 8 крилатих ракет «Калібр» (пуски з акваторії Чорного моря);
- 6 балістичних ракет «Іскандер-М» (район пусків Брянська обл. — рф.);
- 109 ударних БпЛА типу Shahed та дрони-імітатори інших типів (райони пусків — Брянськ, Міллєрово, Приморсько-Ахтарськ, Курськ — рф; Чауда — Крим).

Унаслідок ворожої атаки постраждали Київщина, Сумщина, Харківщина, Хмельниччина, Черкащина та Миколаївщина.
Вночі Київська область стала об'єктом атаки дронів та балістичних ракет:
- Броварський район. Зазнали руйнувань 2 будівлі підприємства з ремонту авто. Пошкоджено 7 автомобілів та 2 навантажувачі. Також пошкоджені вікна та фасад автозаправної станції.
- Бучанський район. Пошкоджено дах та стіну будинку. Пошкодження незначні.
- Фастівський район. Пошкоджено легковий автомобіль.

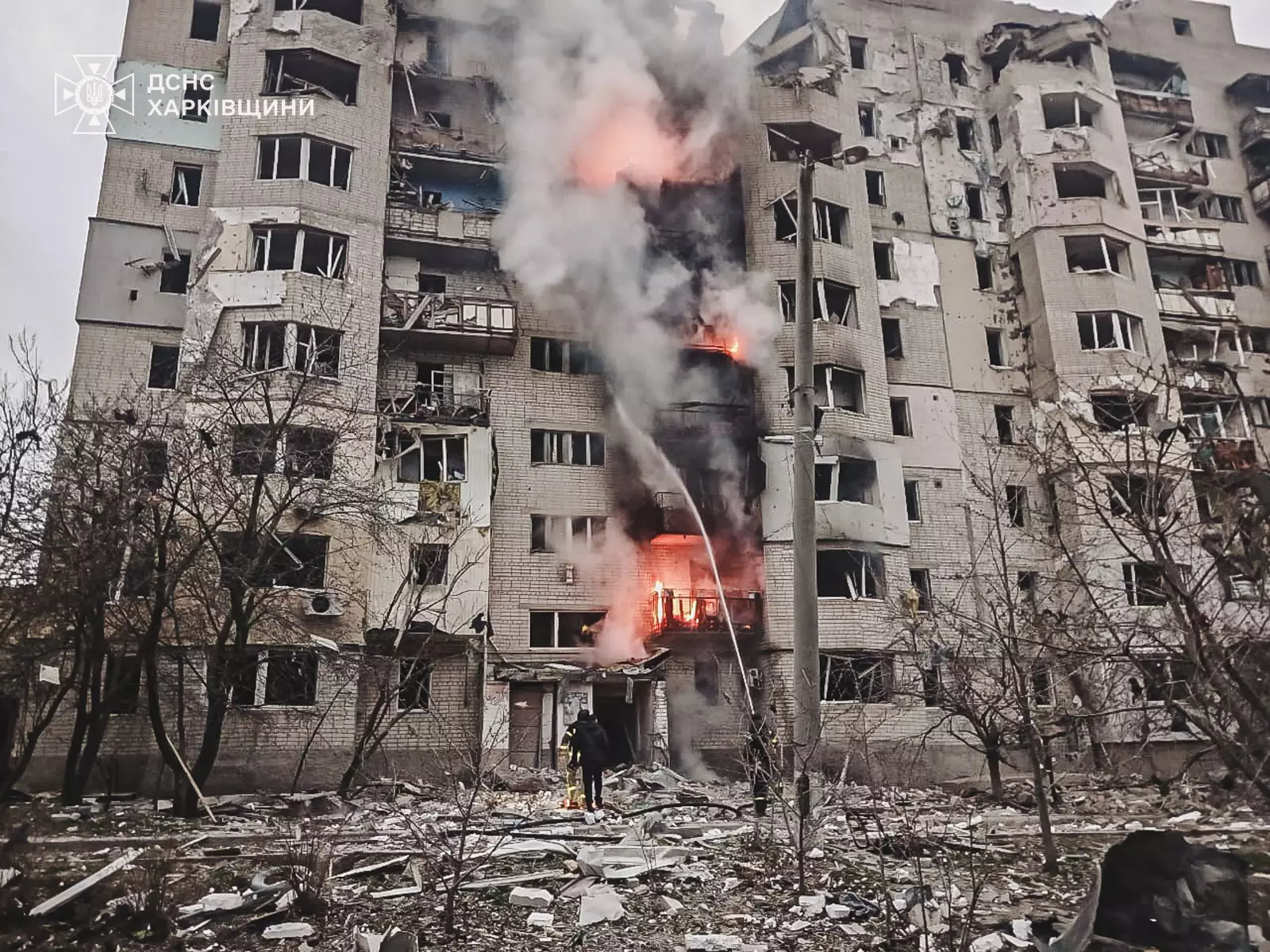
Ворожа авіація скинула авіабомби на житлові квартали Куп'янська на Харківщині. 6 квітня 2025 року

Росіяни випустили вранці по Києву балістичні ракети. Виникли пожежі і руйнування в Дарницькому, Оболонському і Солом'янському районах. Постраждали троє людей. Одна людина загинула, три людини поранено. Пошкоджено офіси українських ЗМІ FREEДОМ та «Дім», а також міжнародну редакцію, що включає UATV English, The Gaze, UATV Español, UATV Arabic, UATV Portuguеs.
Збройні сили Польщі піднімали у небо військову авіацію для захисту повітряного простору країни поблизу східного кордону через масовану атаку України.
Уламками російської ракети у Кіровоградській області пошкоджені 18 будинків та електродроти. Внаслідок російської атаки зафіксовано влучання 8 «Shahed» в Сумах, пошкоджені адміністративні, складські приміщення, автомобільна та інша техніка одного з підприємств. У Краматорську російськими БПЛА пошкоджено житлові будинки.
Внаслідок удару росіян КАБами по Куп'янську спалахнула пожежа в багатоповерхівці постраждали двоє людей.
У Дніпровському районі Херсона внаслідок російського обстрілу травми, несумісні з життям, отримав 59-річний чоловік.
У Німеччині стартують масштабні навчання за участі майже мільйона військових. Таким чином Бундесвер робить кроки з підготовки до ймовірної сутички з Росією. Місцеві експерти не виключають російського вторгнення протягом найближчих 4-5 років, пише BILD.

### 7 квітня
За добу ліквідовано 1350 російських солдатів, загальні втрати РФ перевищили 925 тисяч. ЗС РФ просувалися в районі Лиману, особливо на ділянці Нове-Катеринівка-Невське. Росіяни мають перевагу в дронах і можливостях ураження, що погіршує ситуацію для ЗСУ. ЗСУ просунулися поблизу Борової. Російські війська обстріляли Костянтинівку, внаслідок атаки 1 убитий та 2 поранено. На Курському напрямку за добу ворог здійснив 212 обстрілів, з них 13 — із реактивних систем залпового вогню.
Оператори Сил безпілотних систем спільно з десантниками впродовж 12 годин виявили та уразили три ЗРК «Бук» супротивника в Курській області. У районі Курщини оператори 413-го окремого батальйону безпілотних систем «Рейд» у взаємодії зі зведеним загоном БПС «Джміль» 78 ОДШП впродовж 12 годин виявили та уразили три установки російських зенітних комплексів «Бук» різних модифікацій. Екіпажі FPV-дронів успішно вивели з ладу замасковану у лісосмузі пускозаряджальну установку «Бук-М2», уразивши місце механіка-водія, після чого другим дроном поцілили контейнер із зенітною ракетою, що призвело до вибуху та повного знищення машини. Також оператори 413-го батальйону уразили дві пускові установки ЗРК «Бук-М3», пошкодивши їхні радари. Це не знищило машину, проте вибитий радар на тривалий час виведе їх з ладу до моменту відновлення.
ЗС РФ обстріляли село Токарівка Друга Харківської області, одна людина загинула, кілька поранено.
Уряд Норвегії виділяє Україні понад 4 млрд норвезьких крон на закупівлю артилерійських боєприпасів для України через чеську ініціативу, та ще мільярд — через Європейський фонд миру.
Франція визначила підтримку України як пріоритет для себе у 2025 році. Про це йдеться у рішенні Ради з міжнародних партнерств при президенті Франції.
У місті Грозному у Чечні внаслідок нападу повстанця на пост ППС загинуло двоє співробітників силових структур. Влада Чечні заявила, що в цьому були причетні громадяни України та Туреччини.

### 8 квітня
За добу ЗС РФ втратили 1290 солдатів. Війська ЗС РФ атакували вночі балістичною ракетою Іскандер-М та 46 БпЛА. Підтверджено збиття 9 ударних БпЛА, 31 безпілотник-імітатор — локаційно втрачений. Постраждали Харківщина, Дніпропетровщина та Донеччина.
Російські військові захопили село Гуєво у Курській області. Це було останнє село із довоєнним населенням понад 100 осіб, яке досі контролювали ЗСУ у російському регіоні. ЗСУ вдарили по російських військових складах у Курській області.
ЗСУ відкинули ЗС РФ у населеному пункті Шевченко Донецької області. Однак ті просунулися в інших місцях. Між селами Басівка та Журавка на Сумщині збільшилась «сіра зона» — такі оновлені дані на мапі DeepState. Ворог намагається прорвати кордон і закріпитися по всій довжині державного кордону від Журавки до КПП Суджа. По ворогу щодня наносилося вогневе ураження.
Українці вступили у бій з шістьма китайцями у районі Тарасівки й Білогорівки Донецької області, у полон вдалось взяти двох.
Управління Верховного комісара ООН з прав людини (УВКПЛ ООН) підтвердило вбивство росіянами щонайменше 12 910 цивільних осіб, зокрема  682 дітей, по всій Україні з початку війни.
Українська авіація завдала удару по комплексу складських приміщень в селі Озерки Курської області РФ, які використовувала російська армія. У результаті удару було знищено ангари, кілька військових будівель, а також технічне обладнання. Ліквідовано понад 30 окупантів, у тому числі екіпажі БпЛА та ремонтники.
Бельгія виділила Україні пакет військової підтримки на 1 млрд євро цьогоріч і буде надавати стільки ж у наступні роки. Про це сказав прем'єр-міністр Бельгії Барт де Вевер на спільній із українським президентом Володимиром Зеленським пресконференції в Києві. Також прем'єр-міністр Бельгії Барт де Вевер додав, що країна вже в поточному році передасть Україні два винищувачі F-16 та ще два — в наступному.
Пізно ввечері ЗС РФ обстріляли БПЛА Харків, влучання були по цивільним підприємствам, складським та виробничим будівлям. Сталося шість осередків займання. Загальна площа пожежі понад 1200 м2. Дві особи постраждали.
У Дніпрі внаслідок російської дронової атаки постраждали п'ять багатоповерхівок, постраждали 14 людей. Внаслідок нічної російської атаки Краматорська, постраждала сім'я з дитиною.
Під час нічної атаки на Харків у місті зафіксовано понад 20 вибухів. Також у Харкові затримано 55-літнього чоловіка родом із Євпаторії, якого підозрюють у вбивстві українського військового та спробі вбивства голови Харківської ОВА Олега Синєгубова.

### 9 квітня
За добу ЗС РФ втратили 1270 солдатів, 10 бойових броньованих машин і 4 танки. РФ запустила 55 дронів з чотирьох напрямків, постраждали Харківська та Дніпропетровська область. 32 збито, 8 втрачено. В Основ'янському районі внаслідок обстрілу постраждали двоє людей.
Територію Росії вночі атакували безпілотники, сталися вибухи у Курській, Ростовській та Бєлгородській областях, Таганрозі. У небі над Саратовською областю та Краснодарським краєм РФ з'явилися дрони, які атакували російські військові аеродроми. Ймовірною основною ціллю атаки було летовище в Моздоку.
Українські БПЛА атакували завод вибухових речовин у Дзержинську Нижньогородської області Росії, щонайменше три БПЛА влучили в територію підприємства «Завод имени Я. М. Свердлова» — ключового підприємства військово-промислового комплексу Росії та містоутворюючого об'єкта Дзержинська.
ЗСУ знищили російський стратегічний бомбардувальник Ту-22М3.
Внаслідок російських обстрілів на Донеччині загинули дві людини, ще двоє зазнали поранень. У селі Багатир Великоновосілківської громади загинув 50-річний чоловік, пошкоджено житловий будинок. У Костянтинівці внаслідок обстрілу загинула 40-річна жінка. У Торецьку загострилися бойові дії.
На боці Росії воює щонайменше 155 громадян Китаю, інформація про яких відома українським спецслужбам. Громадяни КНР воюють як навідники, стрільці, гранатометники, переважно зі званням рядового. Станом на квітень 2025 року, рекрутинг китайських громадян в російську армію тривав.

### 10 квітня
ЗСУ просунулися біля Часового Яру, ЗС РФ просунулися близ Торецька та Покровська. ЗС РФ атакували Україну 145 БПЛА, ППО збили 85 із них, 49 БПЛА локаційно втрачені. Наслідки російської атаки зафіксували у Донецькій, Харківській, Київській, Хмельницькій, Полтавській та Миколаївській областях. У Дарницькому районі Києва пошкоджені приватні будинки та автомобілі, а також повністю знищена одна з господарчих споруд. У Голосіївському районі внаслідок ворожої атаки сталось загоряння складського приміщення, дві людини ушкоджені.
Вночі в Миколаєві внаслідок атаки дронів виникли дві пожежі, пошкоджено дев'ять багатоквартирних будинків, три автомобілі, 30 гаражів та адміністративна будівля. Постраждали 10 людей.
В результаті 6 днів боїв з 3 квітня, село Шевченко було поетапно зачищено від окупантів. Внаслідок штурмових дій втрати противника перевищили 1100 осіб убитими та пораненими.
Вдень російська армія завдала ракетного удару по місту Дніпро, одна людина загинула, ще 8 поранені, є руйнування цивільної інфраструктури.
Вдень ЗС РФ завдали удар дроном по Озерному Житомирської області. Одна людина загинула, п'ятеро постраждалих, поранення отримала дитина 2011 року народження.
Російські агресори атакували безпілотником місто Нікополь, постраждали 12 людей. За день росіяни вбили чотирьох жителів Донеччини: у Новоекономічному, Багатирі, Костянтинівці і Покровську. Ще дві людини в області за добу дістали поранення.
Швеція придбає польські безпілотники для Сил оборони України в межах військової допомоги. При цьому очільник оборонного відомства Швеції — Пол Йонсон не уточнив, які типи безпілотників будуть замовлені у WB Group.

## 11—20 квітня

### 11 квітня
ЗСУ ліквідували 1210 російських окупантів, загальні втрати РФ перевищили 930 тис.. Вночі російські терористи атакували Україну балістичною ракетою по Дніпру із Ростовської області РФ і 39 дронами типу Shahed і безпілотниками-імітаторами із напрямків російських міст Курськ, Орел, Міллерово й Приморсько-Ахтарськ. Підтверджено збиття 24 безпілотників на півночі, півдні, сході та в центрі України. Ще 13 дронів-імітаторів були локаційно втрачені без негативних наслідків. Через атаку постраждали Дніпропетровська, Донецька і Житомирська області.
Російська армія вдень вдарила з артилерії по Херсону, чотири людини поранено.
У Брюсселі під спільним німецько-британським керівництвом відбувається засідання Контактної групи з оборони України де головують міністр оборони Великої Британії Джон Гілі та міністр оборони Німеччини Борис Пісторіус. Союзники оголосили про нові пакети допомоги Україні та створили ще одну коаліцію під назвою «Радіоелектронна боротьба». Резольтатом зустрічі було надання продовження надання військової допомоги країнами учасниками.
Глава Міноборони Нідерландів Рубен Брекельманс анонсував надання 50 млн євро на посилення протиповітряної оборони України, надання системи I-Hawk, також постачання F16 і критичну частину системи «Patriot».
Норвегія виділить 10 мільярдів норвезьких крон (822 млн євро) на оснащення та підготовку української бригади, що формується спільно з країнами Північної Європи та Балтії, також Міністр оборони Норвегії — Туре О. Сандвік підписав документ про вступ країни до міжнародної Коаліції дронів, що підтримує Україну у війні проти РФ.
Зеленський ввів в дію рішення РНБО «Про застосування персональних спеціальних економічних та інших обмежувальних заходів (санкцій)». У додатку до документа вказано перелік з фізичних та юридичних осіб, проти яких запроваджено санкції. У списку 71 людина та 18 пропагандистських медіа. Серед них проект Віктора Медведчука «Другая Украина».
Естонія затримала зранку, нафтовий танкер Kiwala — судно з російського «тіньового флоту», що займається експортом російської сирої нафти і нафтопродуктів у треті країни. Затримання не пов'язане з підозрами в загрозі критичній інфраструктурі.

### 12 квітня
За добу ЗС РФ втратила 1240 солдатів, дві реактивні системи залпового вогню і близько 50 артилерійських систем. Вночі російські загабники запустили по Україні 88 БпЛА, 56 збито, 24 локаційно втрачені. Внаслідок російської атаки постраждали Харківщина, Київщина, Одещина, Дніпропетровщина та Донеччина. Унаслідок атаки російського ударного безпілотника по Сумах пошкоджені склади та автомобілі одного з підприємств.
Внаслідок дронової атаки РФ на Київщину зафіксовані руйнування у Бориспільському та Бучанському районах. Через атаку російських безпілотників в Бориспільському районі пошкоджено 9 приватних будинків, господарські споруди і два автомобілі. В будівлях вибиті вікна, посічені фасади та покрівлі. Один з будинків частково зруйнований. У Бучанському районі пошкоджені складські приміщення.
На Донеччині загинули троє мирних жителів, ще п'ятеро осіб зазнали поранень, ЗС РФ обстріляли кілька населених пунктів області, загинули мешканці Покровську, Лиману та Мирного. Троє поранених були зафіксовані в селі Олександро-Калинове, ще двоє — у Костянтинівці. ЗСУ відбили масштабний штурм ЗС РФ у Донецькій області, знищено кілька одиниць ворожої техніки.
В Херсоні у Дніпровському районі ЗС РФ атакували з дрону авто БФ «Справжні», загинув 27-річний водій, двоє чоловіків 30 і 49 років отримали поранення.
В Куп'янському районі від скидання КАБів за день постраждало 7 місцевих жителів.
Аеродром загорівся в російському Саратові. В тому районі фіксують стовп чорного диму. Про це повідомляють російські Telegram-канали, які також опублікували відео пожежі. В російських соцмережах повідомляють, що перед загорянням в місті пролунали вибухи.
Під час виконання бойового завдання на винищувачі F-16 загинув 26-річний пілот Павло Іванов, повідомили Повітряні сили ЗСУ. Усі обставини трагедії встановлюються міжвідомчою комісією, яка вже розпочала свою роботу. Президент Зеленський посмертно присвоїв Іванову звання Героя України. Росіяни випустили по літаку три ракети.
Президент США Дональд Трамп продовжив дію санкцій, які Байден запровадив проти РФ з 2021 року. Йдеться про укази, які вводили надзвичайний стан у стосунках з Росією та дозволяли запроваджувати санкції проти РФ ще на один рік. Трампа вважає, що зовнішні дії РФ «продовжують становити надзвичайну загрозу національній безпеці» Америки.
Росія веде вербування громадян Китаю на війну в Україну в соціальних мережах і влада КНР це ігнорує. З січня до березня один із китайських солдатів, взятих ЗСУ в полон, викладав свої відео з України. Він використав Douyin — аналог TikTok, який повністю у владі державної цензури.
Щонайменше 51 громадянин Китаю уклав контракт з армією РФ у 2023—2024 роках через призовний пункт у Москві. Це з'ясував російський ресурс «Важные истории».

### 13 квітня

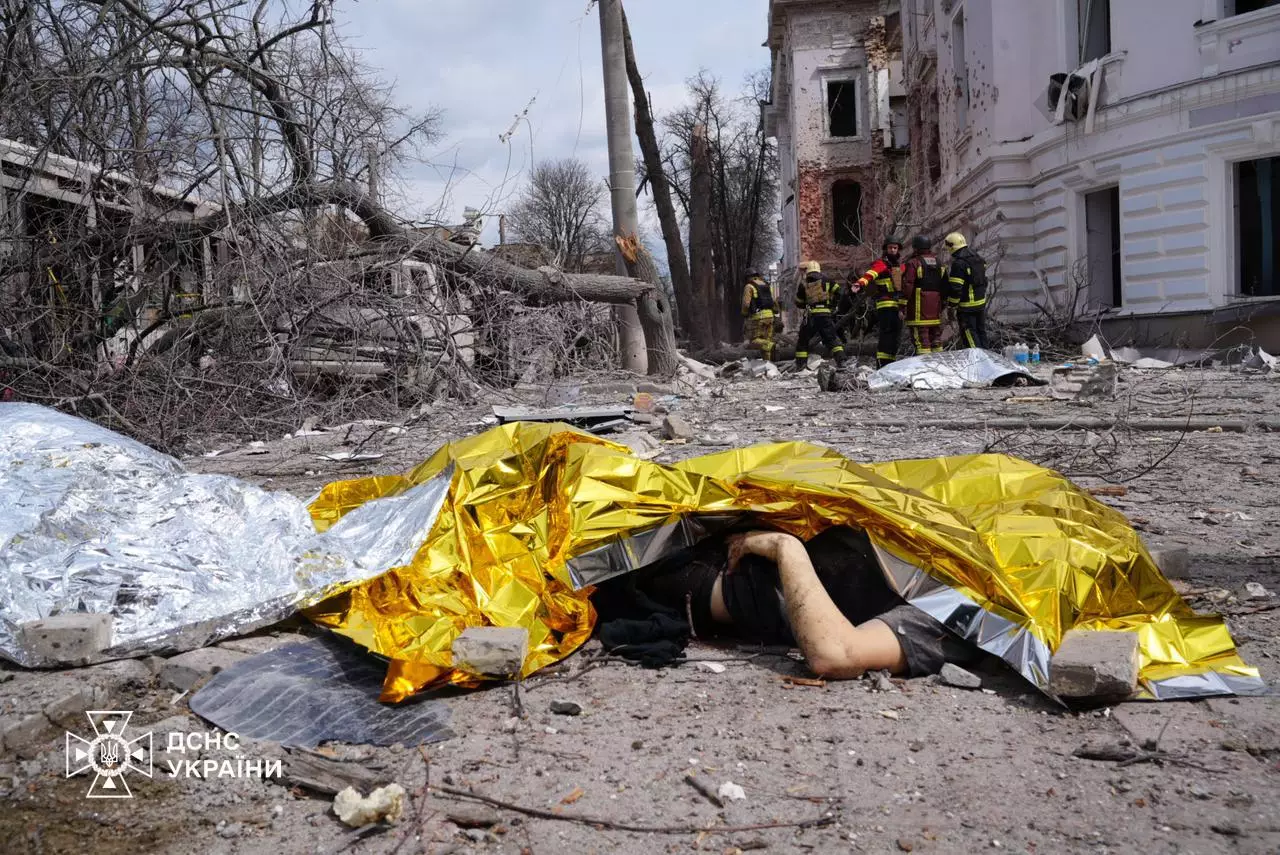
Руйнування і жертви в місті Суми

За добу ЗС РФ втратили 1220 солдатів. Вночі війська ЗС РФ атакували Україну 43 БПЛА, збито 43, 12 локаційно втрачені. У Фастівському районі внаслідок атаки дронів сталося загоряння покрівлі ангару. Дрони ЗСУ знищили ворожу артилерію та техніку на Донеччині. Уражено самохідку, дві гаубиці та кілька вантажівок. На фронті відбулося 117 зіткнень, найбільшу кількість боїв зафіксовано на Покровському напрямку.
ЗС РФ продовжили тиснути у Харківській області, ЗСУ відбили штурм ворога.
ЗС РФ просунулися біля двох населених пунктів Донецької області та на Курщині в Росії. Ворог просунувся на Курщині, біля Ямполівки та Валентинівки. Внаслідок російського удару по Одесі постраждали 4 людини.
В російському Оренбурзі сталася пожежа на Сакмарській теплоелектроцентралі. ТЕЦ знаходиться за 1500 км від кордону з Україною.
Вдень ЗС РФ двічі вдарили ракетами по центру Сум, 32 людини загинули, понад 100 отримали поранення. Повторний удар спричинив найбільше жертв, балістична ракета з касетними боєприпасами вибухнула над містом. ЗС РФ спланували вибух так, щоб максимально вдарити по цивільних. Серед загиблих двоє дітей.
Вдень російський безпілотник "Молнія" атакував дитячий садок у Київському районі Харкова. Вибиті вікна, пошкоджено фасад будівлі. ЗС РФ вдарили по лікарні у Семенівці Чернігівської області, одна людина поранена.
Російські війська атакувала Куп'янськ Харківської області з РСЗВ, загинули дві жінки. В інтерв'ю CBC News Зеленський заявив, що ЗС РФ убили до 100 тисяч українських військових, 13 тисяч мирних жителів і понад 600 дітей за три роки повномасштабної війни.

### 14 квітня
За добу ЗСУ ліквідували 1310 російських окупантів. Вночі Росія випустила по Україні 62 БПЛА, ППО збила 40 із них, ще 11 БПЛА локаційно втрачені. Постраждали Одещина, Донеччина, Дніпропетровщина та Харківщина. ЗС РФ намагалися просунутись в районі Вовчанська, застосували три бронемашини та вісім одиниць мототехніки, ЗСУ знищили бронегрупу. Втрати ЗС РФ на фронті вчергове зросли. Британська розвідка пояснила це спробами РФ пришвидшити темпи наступу.
Російські дрони вранці атакували Запоріжжя, виникла пожежа на АЗС, також росіяни атакували житлову забудову прифронтового Степногірська. внаслідок удару РФ зникло електропостачання, виникла пожежа в дев'ятиповерхівці. У Харкові російський дрон влучив у складські приміщення, почалася пожежа. В Сумах ЗС РФ атакували дроном автостоянку, постраждала одна людина.
Унаслідок атаки дронів на Одесу постраждали четверо людей, була пошкоджена цивільна інфраструктура, медичний заклад та автомобілі. Вранці в Сумах російський «Shahed» влучив в автостоянку. Одна людина постраждала, загиблих немає.
Росія застосувала ударні дрони по пасажирському потягу в Чернігівській області, обійшлося без жертв. ЗС РФ завдали жорстокого удару по житловому сектору села Новохатське на Донеччині. Загинула одна людина, троє поранені.
Міністерство національної оборони Литви спрямувало 10 млн євро на виробництво сучасного українського далекобійного озброєння.
Уряд КНР заперечує причетність до участі громадян КНР у війні Росії проти України та обіцяє після перевірки всіх обставин оцінити дії полонених на Донеччині китайців згідно з  національним законодавством. Біля населеного пункту Новокам'янське на окуповованій частині Херсонщини було виявлено дві станції російської системи РЕБ Борисоглєбськ-2. Обидві вони були знищені скидами з дронів. (Вартість усього комплексу за деякими оцінками складає $200 млн).
Велика Британія направила Україні 752 млн фунтів стерлінгів ($990 млн) в рамках кредиту G7 з використанням доходів від заморожених активів Росії.

### 15 квітня
За добу ЗСУ ліквідували 1180 окупантів. Вночі ЗС РФ атакували Україну балістичною ракетою Іскандер-М/KN-23 з Курської області та 52-ма БПЛА з Міллерово та Приморсько-Ахтарська. Збито 26 БПЛА на сході, півночі та в центрі країни, ще 19 БПЛА локаційно втрачені (без негативних наслідків). Постраждали Сумщина та Донеччина. ЗСУ мали успіх поблизу Сіверська та Торецька, ЗС РФ просунулися біля Куп'янська, Сіверська, Торецька та Покровська. ЗСУ повернули під контроль село Дніпроенергія та зміцнили позиції на двох критичних напрямках. На фронті відбулося 87 зіткнень, найгарячішими залишаються Покровський, Торецький та Лиманський напрямки.
На фронті ліквідовано військових РФ, які брали участь в анексії Криму та розгоні Майдану: серед них — Євгеній Козлов з селища Леніно, колишній співробітник кримського «Беркута», який стояв на блокпостах навесні 2014 року. За інформацією ЗМІ, другий загиблий Кирило Блаженко, який брав участь у нападах на Революції гідності в Києві.
Президент Естонії Алар Каріс підписав закон, що дозволив Силам оборони атакувати морські цілі.
У Міноборони РФ заявили, що ППО вночі нібито збили 115 БПЛА в районі Курська. ЗСУ могли вразити військову частину № 35535 в селі Клюква Курської області, де дислокується 448 ракетна бригада росіян. У Генштабі запевнили, що кожна російська військова частина, підрозділ та їхні військовослужбовці, які здійснюють обстріли мирних міст і цивільних громадян України, будуть встановлені та обов'язково отримають відплату.
Промислову зону Слов'янська на Донеччині атакували шість БПЛА, одну людину поранено. Зафіксоване руйнування будівлі СТО та шести транспортних засобів на площі 500 м2.
В Нацполіції України зазначили, що станом на цей день було відкрито 149,987 кримінальних проваджень за злочини ЗС РФ та їхніми пособниками в Україні з початку повномасштабного вторгнення. 133 тис. проваджень розпочато за фактами воєнних злочинів, 9 тис. за посягання на територіальну цілісність і недоторканність України, 4 тис. — за колабораційну діяльність і 317 — за держзраду.
СБУ затримала двох мешканок Покровська, які на завдання російської розвідки шпигували за українськими військовими та коригували удари по східному фронту. Зловмисниці розвідували локації Сил оборони та коригували повітряні атаки ЗС РФ.
У Росії вперше винесли тюремний вирок військовослужбовцю за добровільну хдачу в полон ЗСУ. Йдеться про мешканця Сахаліна Романа Іванишина, якого призвали до армії у 2022 році. Південно-Сахалінський гарнізонний суд засудив Іванишина до 15 років позбавлення волі у колонії суворого режиму. Його визнали винним одразу за трьома статтями Кримінального кодексу рф: добровільна здача в полон, спроба повторної здачі та дезертирство.
Спецпосланець президента США Стів Віткофф заявив, що угода щодо України стосуватиметься «п'яти територій», не уточнивши, про що саме йдеться. За словами Віткоффа, наприкінці розмови Путін нібито попросив забезпечити «сталий мир». При цьому він вказав, що йдеться не про припинення вогню, а саме про «тривалий мир», якого начебто хочуть у Кремлі.
США заявили союзникам з G7, що не підтримають заяву з засудженням російської атаки на Суми 13 квітня, що забрала життя 36 людей. Адміністрація президента США Дональда Трампа повідомила союзникам з G7, що нібито не може підписати заяву із засудженням атаки, бо «працює над збереженням простору для мирних переговорів».
Північна Корея за 20 місяців передала Росії щонайменше 4 млн артилерійських снарядів, які використовуються проти України. Розслідування Reuters підтвердило, що постачання зброї з КНДР в РФ відбуваються масово й системно морськими і залізничними маршрутами, що суттєво зміцнило військові можливості ЗС РФ. З вересня 2023 року по березень 2025 року, за оцінками, з КНДР до Росії було перевезено 15 809 контейнерів з озброєнням за 64 рейси.

### 16 квітня
За добу ЗСУ ліквідували 1050 російських солдатів і понад сотню дронів та одиниць автотехніки. ЗС РФ запустили по Україні 97 БПЛА, збито 57, 34 локаційно втрачені. Внаслідок падіння уламків пошкоджена лінія електропередач у Решетилівській громаді. ЗС РФ почали начиняти безпілотники Shahed капсулами з CS (2-Хлоробензальмалононітрилом) — бойовою отруйною речовиною. Ворожі БпЛА можуть розкидати капсули з отруйною речовиною з метою ураження людей. Інформація, що корпуси дронів обробляються отруйними речовинами, не підтверджується. Бійці «Червоної Калини» на Покровському напрямку дали відсіч масштабному штурму ЗС РФ. Захисники вразили понад 240 ворогів і величезну кількість техніки.

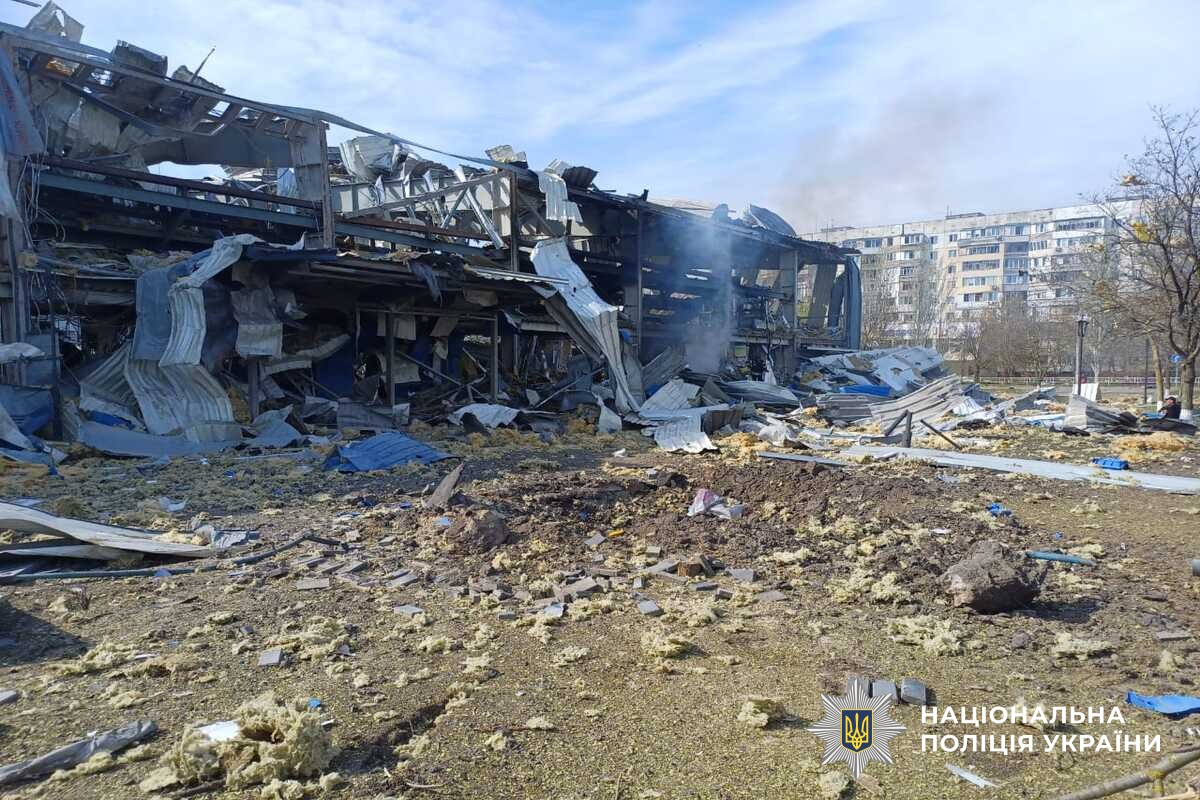
Залишки льодової арени в Херсоні 16 квітня 2025 року

Російська армія масовано обстрілювала Херсон, зафіксоване влучання 4 КАБів. Одна людина загинула, ще 5 в важкому стані. Російські війська зруйнували льодовий палац «Фаворит-Арена» у Херсоні, який слугував домашньою ареною для херсонського Дніпра та базою для підготовки хокеїстів і фігуристів. Також внаслідок удару постраждали супермаркет, цивільні автівки, приватні та багатоквартирні будинки.
Російські загарбники намагаються перенести бойові дії на територію України, використовуючи малі штурмові групи в межах Сумської області. У Центрі протидії дезінформації спростували чутки, що росіяни нібито взяли під контроль Басівку на Сумщині.
В Іванівській області біля міста Шуя вранці була атакована 112-а гвардійська ракетна бригада, яка причетна до удару по Сумах 13 квітня. За данними російських ЗМІ атака була здійснена 5-7 бпла Лютий. За версією Міноборони РФ, всі дрони були збиті.
Українські війська відбили масштабний штурм російських агресорів у Запорізькій області. В атаку пішли понад 300 штурмовиків і десятки одиниць техніки. За даними військових, склад штурмової групи противника — не менше 320 військових, 40 бронемашин, три танки та близько десятка багі. Були залучені штурмові групи від різних полків 58 загальновійськової армії південного військового округу РФ. Вночі ЗС РФ вдарили по Ізюму, постраждали 7 людей.
Україна отримає від Бельгії 150 млн євро фінансової допомоги. Гроші підуть на відновлення та підтримку критичної інфраструктури, підготовку до зими.
ЗС РФ нехтують домовленостями та продовжують порушувати «енергетичне перемир'я», пошкоджуючи українські енергомережі, за час «перемир'я» РФ понад 30 разів провадила атаки. Увечері ЗС РФ атакували Дніпро, 16 людей постраждали. Пошкоджено багато будівель, один із дронів влучив близько до мерії.
Трамп на рік продовжив заборону на вхід російських суден до американських портів. Мова про всі судна, які пов'язані з Росією..
Звіт з аналізом військової підтримки підготував аналітичний центр Південнокорейського інституту аналізу оборони стверджує, що Північна Корея отримала $630 млн за рахунок передачі технологій і $280 млн від розміщення приблизно 11 000 військових, більшість з яких воювали в Курській області. Росія виплачувала щомісячну зарплатню 2000 доларів на кожного північнокорейського солдата, а також одноразову премію. Північнокорейський уряд спочатку утримує частину цих платежів, а потім передає решту своїм солдатам.
Верховна рада продовжила воєнний стан та мобілізацію на щонайменше 90 діб.

### 17 квітня
За добу ЗС РФ втратили на фронті 1230 солдатів і 313 одиниць техніки. Вночі ЗС РФ запустили по Україні дві ракети Іскандер-М з Ростовської області РФ, три зенітні ракети С-300/400 — із Луганської області, 75 дронів — з напрямків російських міст Курськ і Міллерово, та з Чауди. Підтверджено збиття 25 ударних БпЛА типу Shahed на сході, півночі, півдні та центрі країни, ще 30 БПЛА — локаційно втрачені. Постраждали Донеччина, Харківщина, Сумщина та Дніпропетровщина. На фронті відбулося 143 зіткнення, майже половина з них — на Покровському напрямку.
На Сумщині внаслідок атаки ударними безпілотниками РФ спалахнула пожежа на території сільськогосподарського підприємства.
Наймасованійший удар відбувся вночі по Дніпру. У місті пролунали вибухи, спалахнули пожежі, відомо про трьох загиблих, серед яких одна дитина, десятки постраждалих. Внаслідок обстрілу пошкоджені будинки, студентські гуртожитки, будівлі Медичного університету та харчового підприємства. Загинуло 3 людей, 28 поранено.
Українські безпілотники вночі повторно завітали до пункт дислокації 112-ої гвардійської ракетної бригади біля міста Шуя, місцеві ЗМІ повідомляють про 7 вибухів. У російському Брянську вибухнув автомобіль провідного російського конструктора Євгена Ритікова, що займався модернізацією засобів радіоелектронної боротьби.

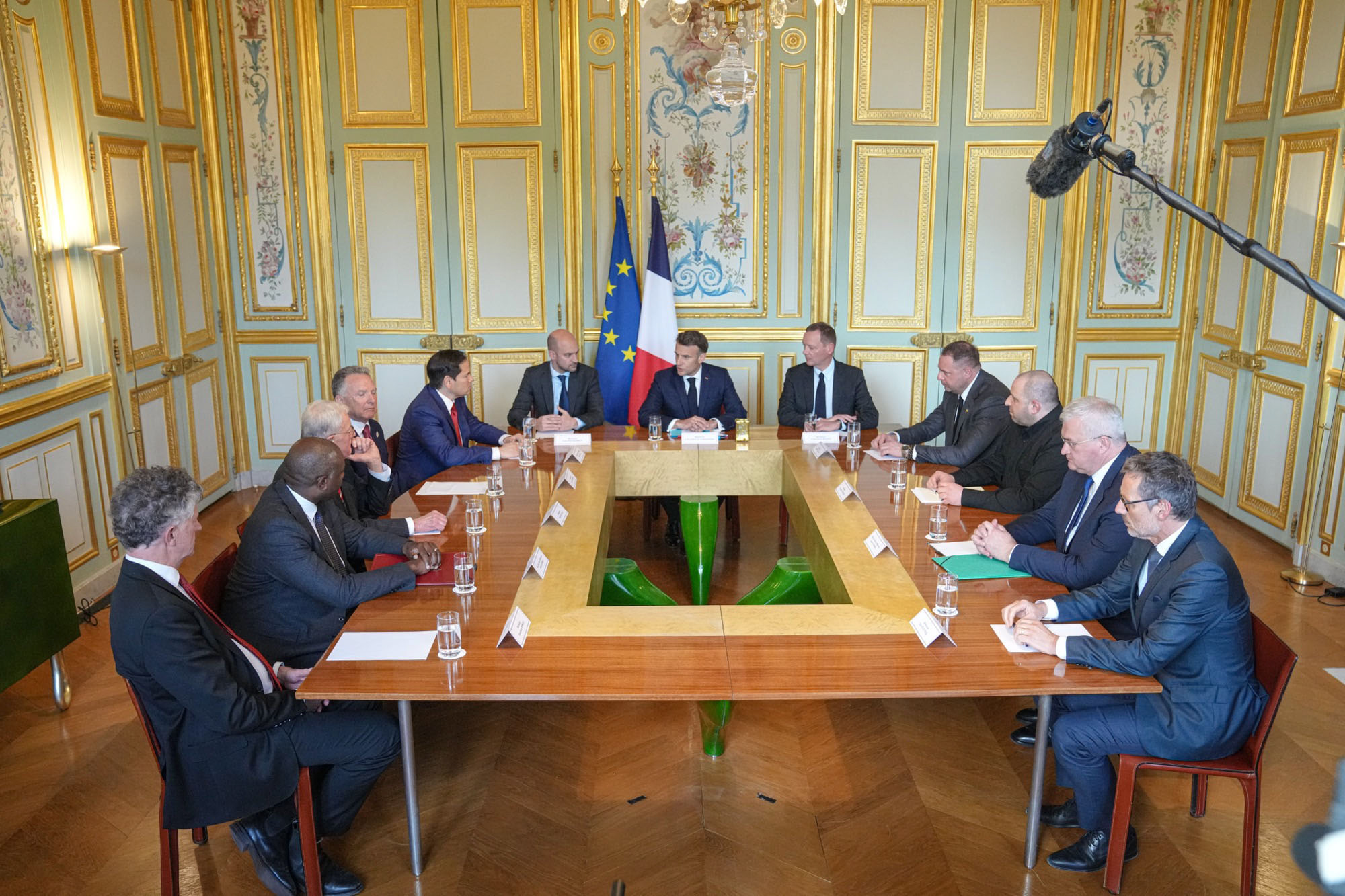
Зустріч представників України та США в Парижі 17 квітня 2025 року

Нікополь зазнав артилерійського удару, внаслідок обстрілу загинуло двоє місцевих, ще п'ятеро дістали поранення. Пошкоджені магазин, кафе, приватні будинки, господарські споруди, авто та автобусна зупинка.
ЗС РФ зранку вдарили по Центральному району Херсона, поранено трьох людей, одна з них дитина. На фронті зафіксовано 143 зіткнення. Майже половина боїв відбулась на Покровському напрямку.
Росія планує використати захоплену американську компанію Главпродукт для постачання продовольства своїм збройним силам, свідчить документ, що потрапив у розпорядження журналістів. Компанія Главпродукт, яка займається виробництвом консервованих продуктів, була вилучена з власності підприємця зі США Леоніда Смирнова в жовтні 2023 року. Вона стала єдиною американською компанією, яка перейшла під державний контроль РФ.
Держсекретар США Марко Рубіо після перемовин у Парижі заявив: або Україна та Росія досягнуть угоди про припинення вогню в найближчі дні, або США сфокусуються на інших, «не менш важливих питаннях».
Українська сторона наголосила на відданості мирним зусиллям спільно зі США, європейськими та іншими партнерами, прагненні завершити війну якнайшвидше. Українські посадовці вкотре підкреслили, що необхідне саме повне припинення вогню, на яке Україна погодилася ще 11 березня в Джидді. Сторони провели конструктивну й позитивну дискусію щодо шляхів до повного припинення вогню й подальшого процесу досягнення всеохопного, справедливого та стійкого миру.
Україна отримала інформацію, що КНР поставляє зброю Росії, у тому числі порох і артилерію. Також Китай виробляє зброю на території РФ. Німеччина передала чергову партію військової допомоги для України: три САУ Zuzana 2 (спільно з Данією та Норвегією); 66 протимінних транспортних засобів MRAP; боєприпаси для танків Leopard 2; чотири машини кінетичного захисту; 38 тис. боєприпасів для самохідних зенітних установок Gepard; ракети для ЗРК IRIS-T; 27 тис. снарядів калібру 155 мм; 1000 снарядів калібру 122 мм; 917 переносних протитанкових засобів RGW 90; 70 БпЛА VECTOR із запчастинами; 150 ударних БпЛА HF-1; 10 безпілотних надводних дронів; 55 підводних скутерів; шість евакуаційних бронемашин Bergepanzer 2 із запчастинами; чотири машини для розмінування; два мінні плуги.
США проголосували проти резолюції Генасамблеї ООН, в якій згадувалось засудження агресії РФ проти України. Ідеться про резолюцію A/79/L/75 «Співпраця між ООН та Радою Європи», присвячену, серед іншого, питанню статусу Росії — яку вигнали з РЄ у березні 2022 року.

### 18 квітня
ЗСУ ліквідували 1530 російських окупантів і знищили 8 танків, 40 ББМ та 88 артсистем ворога. ЗСУ відбили один із найбільших штурмів РФ на мотоциклах на Покровському напрямку, що тривав понад 7 годин. Вночі ЗС РФ завдали удару по Україні 6 ракетами та 37 БпЛА, зокрема:
- 1 балістичної ракети Іскандер-М (район пуску — Крим);
- 5 крилатих ракет Іскандер-К (райони пусків — ТОТ Запорізької обл., Крим);
- 37 ударних БпЛА типу Shahed та дрони-імітатори інших типів (райони пусків — Міллєрово, Курськ — РФ).

Військові збили 26 повітряних цілей — 3 російські крилаті ракети Іскандер-К і 23 ударних БпЛА типу Shahed. Постраждали: Сумщина, Харківщина, Дніпропетровщина, Миколаївщина, Київщина. ЗСУ просунулися під Торецьком, ЗС РФ просунулися поблизу Куп'янська, Покровська, Новопавлівки, Великої Новосілки, Торецька, на заході Запорізької області та у Курській області.
Унаслідок нападу постраждали Фастівський та Бучанський райони. У Фастівському районі від атаки постраждав приватний будинок, який зазнав пошкоджень. Характер і ступінь руйнувань наразі встановлюються відповідними службами. Складніша ситуація виникла в Бучанському районі, де внаслідок атаки загорілася лісова підстілка. Оперативна робота пожежників дозволила швидко локалізувати та повністю ліквідувати займання, запобігши поширенню вогню.

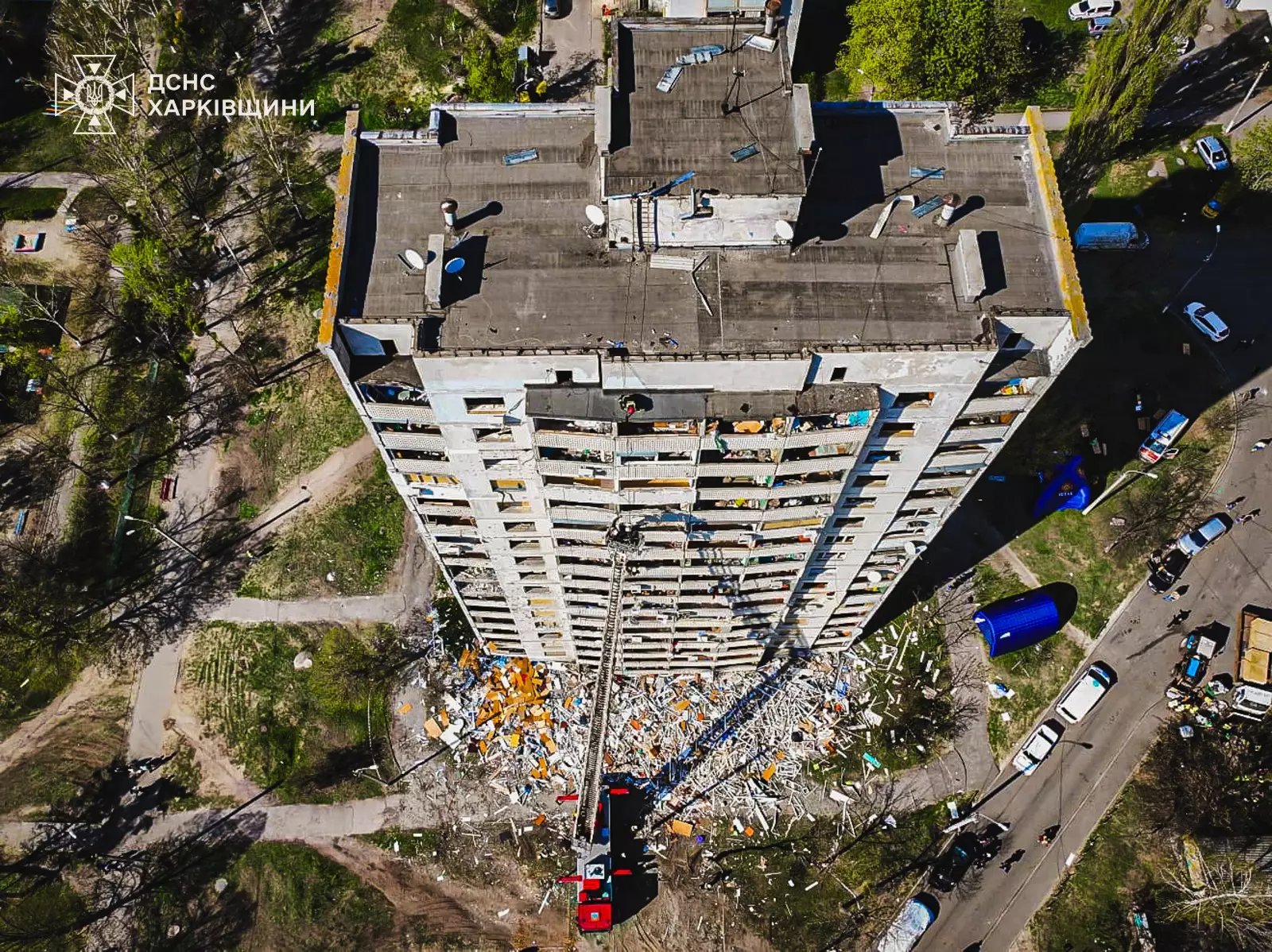
Удар по Харкову 18 квітня 2025 року

Окупанти випустили три балістичні ракети Іскандер по Основ'янському району Харкова. Підрив ракети відбувся у повітрі для ураження більшої території та об'єктів. Кількість постраждалих зросла до 98, одна людина загинула. Постраждало понад 50 багатоквартирних житлових будинків, а також понад 30 автівок.
Внаслідок ракетної атаки пошкоджено готель, офіс та фітнес-центр, у Дніпровському районі Дніпра пошкоджено приватні будинки, вирували пожежі. Понівечені приватні будинки і теплиці. У Новоолександрівській громаді горіло майно в господарській споруді.
Зранку російські дрони поцілили в кондитерське підприємство у Сумах, пошкодивши виробництво пасок. Загинув підприємець, який приїхав за продукцією. Внаслідок атаки у Сумах частково могло зникло електропостачання.
Російська армія ввечері, завдала комбінованого удару по Одеській області: балістикою та крилатою ракетою. ЗСУ попереджали про одну швидкісну ціль у напрямку Одеси, але за кілька хвилин стало відомо про ще одну курсом на Татарбунари.
Японія надасть Україні кредит на $3 млрд терміном на 30 років. Кошти є частиною механізму ERA країн G7 загальним обсягом $50 млрд, кредит буде обслуговуватися і погашатися за рахунок прибутків від російських активів.
Росіяни масштабували виробництво клонів іранських ударних дронів Shahed за рахунок нового заводу в Іжевську. Про це йдеться в статті Метью Бінта та Фабіана Гінца, оприлюдненій на сайті The International Institute for Strategic Studies. Мова йде про потужності на електромеханічному заводі «Купол», дочірній компанії російського державного виробника зброї «Алмаз-Антей».
В Україну повернули тіла 909 полеглих захисників, що загинули на Курахівському, Покровському, Бахмутському, Вугледарському, Луганському, Запорізькому, Сумському та Харківському напрямках.
Речника МЗС Китаю Лінь Цзяня заявив, що КНР виступає проти звинувачень України про постачання техніки до РФ, і що більшість компонентів зброї, імпортованих Росією, начебто походять зі США та інших західних країн.
Держсекретар США Марко Рубіо, говорячи з генеральним секретарем НАТО Марком Рютте, заявив, що США готові залишити спроби припинити війну між Україною та РФ, якщо найближчим часом не з'явиться «чіткий шлях до миру». За заявами Трампа, США можуть припинити участь у переговорах щодо завершення війни Росії проти України. Це станеться, якщо одна зі сторін перешкоджатиме миру.

### 19 квітня
ЗСУ ліквідували 1180 російських окупантів, загальні втрати ЗС РФ в особовому складі перевищили 940 тисяч. ЗС РФ запустили вісім ракет та 87 безпілотників. Загалом ворог використав: 3 балістичні ракети Іскандер-М (район пуску — Крим); 2 протикорабельні ракети Онікс (район пуску — Крим); 3 протирадіолокаційні ракети Х-31П; 87 ударних БпЛА типу Shahed та дронів-імітаторів інших типів (райони пусків — Міллєрово, Курськ, Приморсько-Ахтарськ — РФ, Гвардійське — Крим). Підтверджено збиття 33 ударних БпЛА типу Shahed на сході, півночі, півдні та країни. 36 БПЛА локаційно втрачені. Постраждали Одещина, Харківщина, Сумщина, Донеччина та Запоріжжя. В Одеській області внаслідок влучань ракетою пошкоджень та руйнувань зазнали складські приміщення фермерських господарств, сільськогосподарська техніка та будівлі. ЗСУ продовжили операцію у Курській області. ЗС РФ атакували Херсон жесятком БПЛА. За добу на фронті сталися 127 бойових зіткнень., найбільше на Покровському напрямку.
Російські загарбники масовано атакували Куп'янськ керованими авіабомбами. Постраждали п'ятеро людей, на місто була скинута 10 керованих авіаційних бомб, в тому числі об'ємно-детонуючу авіабомбу ОДАБ-1500. Зруйновано 10 приватних житлових будинків та господарчі споруди. Вночі ЗС РФ атакували Запорізьку область, сталася пожежа на території автопідприємства. В Харкові внаслідок російського удару кількість постраждалих виросла до 120 людей.
До цього дня із початку повномасштабного вторгнення РФ вивезла 744 тисячі українських дітей на свою територію, здебільшого з батьками.
Внаслідок російських авіаударів по Костянтинівці Донецької області загинуло двоє людей, ще одна дістала поранення. У Дніпровському районі Херсона російські FPV-дрони атакували багатоповерхівку.
Путін оголосив «Великоднє перемир'я», що передбачало зупинку бойових дій в Україні з вечора 19 квітня до опівночі 21 квітня. Невдовзі після оголошення ЗСУ зафіксували активність російської тактичної авіації та оголосили ракетну небезпеку для Київської області й загрозу застосування авіаційних засобів ураження для прифронтових областей.
Відбувся обмін військовополоненими, 277 воїнів повернулися з російського полону. 268 з них рядові та сержанти, також було звільнено дев'ятьох офіцерів. 77 звільнених військових з системи МВС: 73 нацгвардійці та чотири прикордонники. Більшість з них перебувала в полоні майже три роки. З полону повернулися воїни ЗСУ, Національної гвардії, Державної спеціальної служби транспорту та прикордонники. Вони захищали Маріуполь та інші напрямки на Донеччині, Херсонщину, Запоріжжя, Луганщину. Цей обмін став одним із найбільших за період повномасштабного вторгнення.
До України надійшло 11 вантажів гуманітарної допомоги для енергетиків із Литви, Польщі та Бельгії. Серед наданого устаткування, зокрема, трансформатори, генератори, спецтехніка, електротехнічне обладнання. Відповідну допомогу було розподілено між енергетичними підприємствами.

### 20 квітня
За добу ЗС РФ втратили 960 солдатів і 49 артилерійських систем. ЗС РФ намагалися розчистити переправу через річку Чорний Жеребець на Донеччині, використовуючи період «тиші». З початку повномасштабної війни росіяни знищили в Україні 640 храмів і вбили 67 українських священників, пасторів та монахів. Вдень ЗС РФ атакували FPV-дронами автомобіль гуманітарної місії «Проліска» під час евакуації цивільного населення з селища Зоря поблизу Костянтинівки, дві людини поранено. На фронті відбулося 86 зіткнень, найбільше на Покровському напрямку.
На Покровському напрямку ЗС РФ зазнали значних втрат, на штурм було задіяно загін мотоциклів, який ЗСУ повністю знищили.
У Харківській області під час гасіння пожежі підірвався пожежний автомобіль, потраждали двоє людей.
ЗС РФ почали застосовувати північнокорейські реактивні установки М-1991.
Україна запропонувала зупинити щонайменше на 30 діб будь-які удари далекобійними дронами та ракетами по цивільній інфраструктурі.

## 21—30 квітня

### 21 квітня
За добу ЗС РФ втратили 670 солдатів і 2 танка. ЗС РФ обстріляли Україну 3 ракетами та 96 безпілотниками. Нічна атака на Україну почалася о 02:00 тоді росіяни завдали удару:
- протикорабельною крилатою ракетою Онікс із Криму по Херсонщині;
- двома протирадіолокаційними ракетами Х-31П із повітряного простору над акваторією Чорного моря по Миколаївщині.

ЗСУ збили 42 БПЛА, 47 імітаторів локаційно втрачено, постраждали Харківщина, Дніпропетровщина та Черкащина. На фронті відбулося 121 бойове зіткнення, найбільше з них на Покровському напрямку. В Одесі внаслідок російських атак відбулася серія вибухів. У прикордонній зоні Сумської області тривали бойові дії, ЗС РФ намагалися вибити ЗСУ з Курської області. Київську область уночі атакували російські, пошкоджено будинки, авто та господарські споруди.
ЗС РФ атакували з артилерії Дніпровський район Херсона, одна людина поранена. Внаслідок російської дронової атаки на Черкаську область було пошкоджено інфраструктурний об'єкт, також ЗС РФ атакували Миколаїв. ЗС РФ атакували дронами Одесу, кілька людей постраждало. У Харківській області через російські обстріли загинув чоловік і постраждала жінка, також ЗС РФ атакували Куп'янськ та село Івашки на прикордонні.
Українські десантники з суміжними підрозділами Сил оборони у Курській області РФ взяли в полон дев'ятьох російських військовослужбовців. За добу на Курському напрямку ЗСУ зупинили 16 штурмових дій російського війська. ЗСУзнищили в Харківській області танк і дві артилерійські установки росіян.
Російська армія атакувала з дрона жителів селища Білозерка в Херсонській області, загинула жінка старшого віку, 47-річний чоловік дістав поранення.
У Петропавлівцях Куп'янського району через авіаційний удар російських військ, загинуло 2 людини, зруйновано будівлю.
Японія надаватиме українській розвідці дані з орбіти. Так, японський інститут iQPS (Institute for Q-shu Pioneers of Space), створений на базі Університету Кюсю, надає Україні супутникові геолокаційні зображення, включаючи дані з радарів SAR (Synthetic Aperture Radar).
Україна отримала від «IT-коаліції» обладнання на 2 млн євро на кошти Люксембургу та Ісландії.
Путін заявив, що ракетні удари по Сумах та Кривому Рогу були «актами відплати» по цивільних місцях, де за словами диктатора начебто відбувалося нагородження військових, що воювали в Курській області.

### 22 квітня
ЗСУ ліквідували 1130 окупантів, знищили 4 танки, 26 артсистем, засіб ППО та 118 БПЛА. Вночі ЗС РФ атакували Україну 54 БПЛА, ППО знищила 38 БпЛА та 16 імітаторів локаційно втрачені. Постраждали Харків, Одещина та Київщина. В Одесі удари БпЛА прийшлись по міській забудові, зафіквовані руйнування жилих будинків та цивільної інфраструктури, 3 людини травмовано, пошкоджено 24 житлові будинки. Протягом доби зафіксовано 165 зіткнень.
Вдень ЗС РФ атакували Куп'янськ 4 КАБами, зруйновано та пошкоджено 55 приватних будинків, 7 людей поранено. Росіяни вдень двома ФАБ-500 вдарили по Запоріжжю, одна бомба вдарила по житловому будинку, одна людина загинула, 7 травмовано. ЗС РФ вдарили по Мирнограду в Донецькій області, вбито подружжя й ще одного чоловіка, двох поранено.
Росіяни застосували 14 дронів по Харкову та передмістю, зокрема, було застосовано дрон «Молния». З них 12 влучили в Шевченківському, Київському, Новобаварському та Слобідському районах, 11 людей зазнали поранень. ЗС РФ атакували Запоріжжя, виникла пожежа. Внаслідок російських ударів по прифронтовому селу на Харківщині поранено двох мирних мешканців. Окупанти завдяки «перемир'ю» змогли поновити запаси боєприпасів, кількість обстрілів на півдні різко збільшилася.
Дрони ЗСУ вдарили по техніці й піхоті ЗС РФ на Краматорському напрямку.
У Володимирській області біля села Барсово вибухнув 51-й арсенал Головного ракетно-артилерійського управління Міноборони РФ, відбувся потужний вибух та вторинні детонації, на складі зберігали 105 тонн озброєння і ракет. Арсенал розташовано за 530 км від російсько-українського кордону. МО РФ підтвердило вибух через нібито порушення техніки безпеки. Місцева влада оголосила евакуацію 2 тис. мешканців.
Уряд Швейцарії приєднався до антиросійських санкції ЄС. Санкційний список поповнили вісім російських ЗМІ. Федеральний департамент економіки EAER вніс зміни до додатків 8 і 25 Указу про заходи, пов'язані з війною в Україні 17 грудня 2025 року.

### 23 квітня
ЗСУ ліквідували 1210 окупантів, знищили 8 танків, 85 артсистем та 1 засіб ППО супротивника. Вночі ЗС РФ запустили по Україні 134 БПЛА, збито 67 ударних БпЛА на сході, півночі, півдні та в центрі країни. 47 ворожих безпілотників-імітаторів — локаційно втрачені. Постраждали Харківщина, Полтавщина, Донеччина, Одещина, Дніпропетровщина та Запоріжжя. Відбулося 168 бойових зіткнень, на Покровському напрямку Сили оборони зупинили 56 штурмових дій ЗС РФ. В Харкові внаслідок російських ударів почалася сильна пожежа. В передмісті Одеси внаслідок російської атаки поранено кількох людей, сталося кілька пожеж. ЗС РФ продовжили спроби прориву оборони біля Покровська, ЗСУ відбили понад 50 штурмів.
ЗС РФ просунулися у Курській області вздовж шосе 38H-609 Суджа-Гуєво на південь від Олешні, на південний захід від Суджі.
Росіяни знищили один з ключових енергетичних об'єктів у Херсоні.
ЗС РФ вдарила дроном по автобусу що перевозив працівників гірничо-збагачувального комбінату в Марганцю, 7 людей вбито, 42 поранено, щонайменше 7 людей загинуло.
ЗС РФ завдали удару по Слов'янську. Дві людини поранені, одна з них у вкрай важкому стані. Вдень росіяни вдарили по Коровинській громаді у Сумській області.
Вдень українські БПЛА атакували територію особливої економічної зони «Алабуга» у Татарстані, де розташований завод із виробництва «Shahed».
У Киргизстані затримано співробітницю Російського дому в Оші Наталію Секерину, її підозрюють у вербуванні найманців для армії РФ.
Держсекретар США Марко Рубіо відмовився брати участі в переговорах у Лондоні, спрямованих на завершення війни Росії проти України, бо «Київ дав зрозуміти, що відхилить ключовий пункт пропозиції адміністрації Трампа». Представники США проігнорували зустріч через відмову української сторони поступитися територіями на користь РФ. Британська Daily Telegraph і американська Axios повідомили, що план врегулювання влади США Україні передбачає формальне визнання російської анексії Криму, відмову Києва від вступу до НАТО і повне зняття з Росії американських санкцій.
У Росії заявили про початок випробування власної системи супутникового зв'язку для безпілотних літальних апаратів середнього класу, це КБ спеціалізується на створенні комунікаційних систем. У Москві вдень пролунали вибухи біля комплексу «Москва-Сіті».
Данія виділила 317 млн крон (42,5 млн євро) на артилерійські снаряди для України в межах 25-го пакету військової допомоги. Закупівля здійснюватиметься через Естонію.
Журналісти видання «Важные истории» встановили імена понад 1500 іноземців з 48 країн, які приїхали до Росії, щоб воювати проти України. Ці дані були отримані завдяки витоку з московської медичної системи ЕМІАС, що охоплює період з квітня 2023 року до травня 2024 року. Серед зафіксованих найманців — громадяни країн СНД, таких як Білорусь, Казахстан і Киргизстан, а також вихідці з Непалу, Єгипту, Сирії, Куби, Колумбії та інших держав.

### 24 квітня

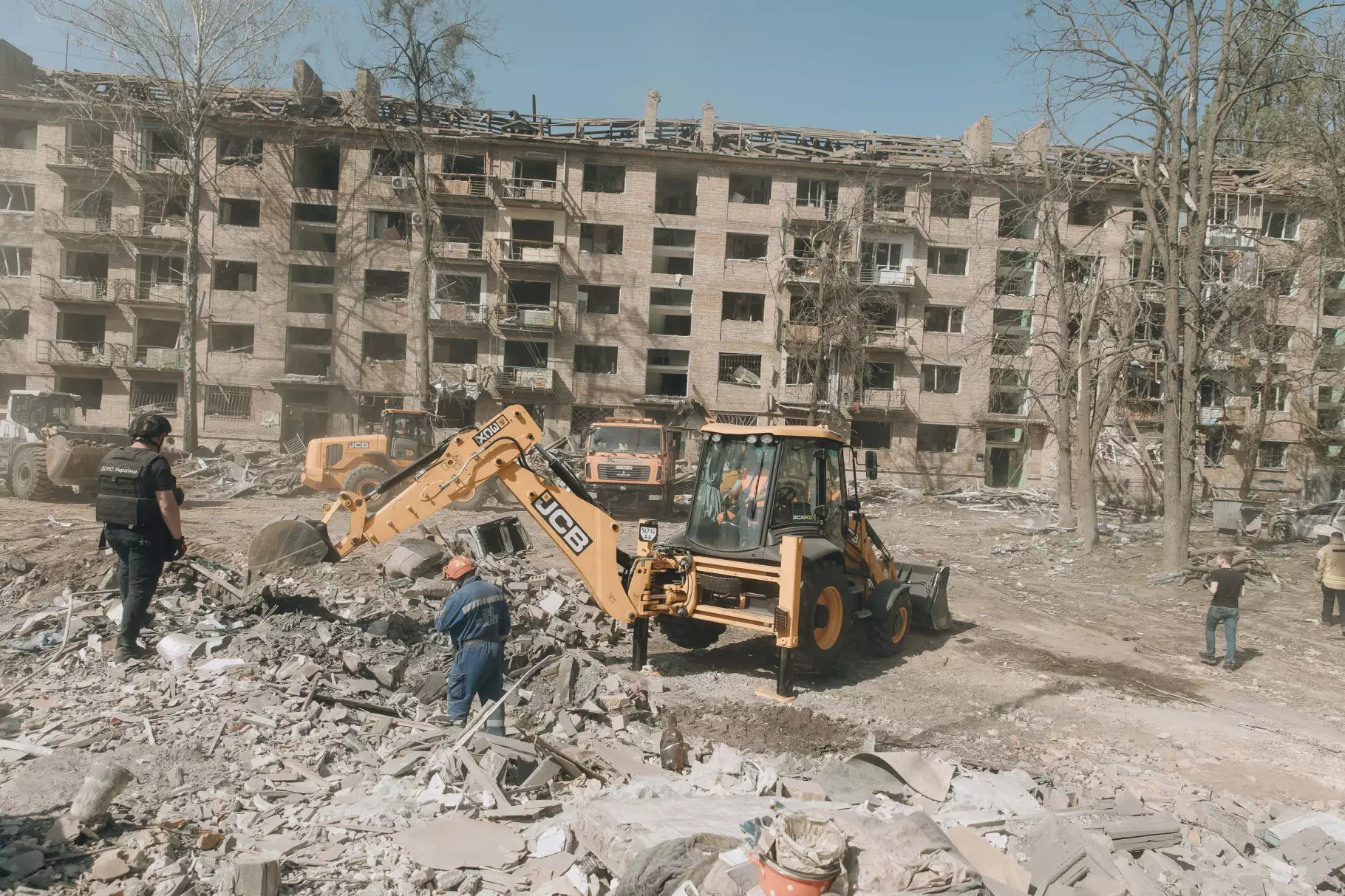
Наслідки влучання ракетою по Києву, розбіл завалу будинку. 24 квітня 2025 року

ЗСУ ліквідували 1060 окупантів і знищили 5 бойових броньованих машин. ЗС РФ запустили по Україні 215 повітряних цілей, ППО знищили 48 ракет та 64 БПЛА, 68 БПЛА-імітаторів. Відбулося 150 боїв, понад 4500 обстрілів. ЗС РФ захопили село Калинове у Донецькій області і просунулися біля Березівки та Тарасівки.
РЕБ ЗСУ виявили та здійснили супровід 215 повітряних цілей ворога:
- 11 балістичних ракет Іскандер-М/KN-23 (райони пусків — Брянська, Воронезька, Курська області — РФ.);
- 37 крилатих ракет Х-101 зі стратегічних бомбардувальників Ту-95мс (район пусків — Саратовська обл.);
- 6 крилатих ракет Іскандер-К (район пусків — Донецька обл.);
- 12 крилатих ракет Калібр (із акваторії Чорного моря);
- 4 керовані авіаційні ракети Х-59/Х-69 із літаків тактичної авіації (район пусків — Бєлгородська обл.);
- 145 ударних БпЛА Shahed/дронів-імітаторів різних типів (із районів Брянськ, Міллерово, Курськ, Приморсько-Ахтарськ — рф.; Чауда — Крим).

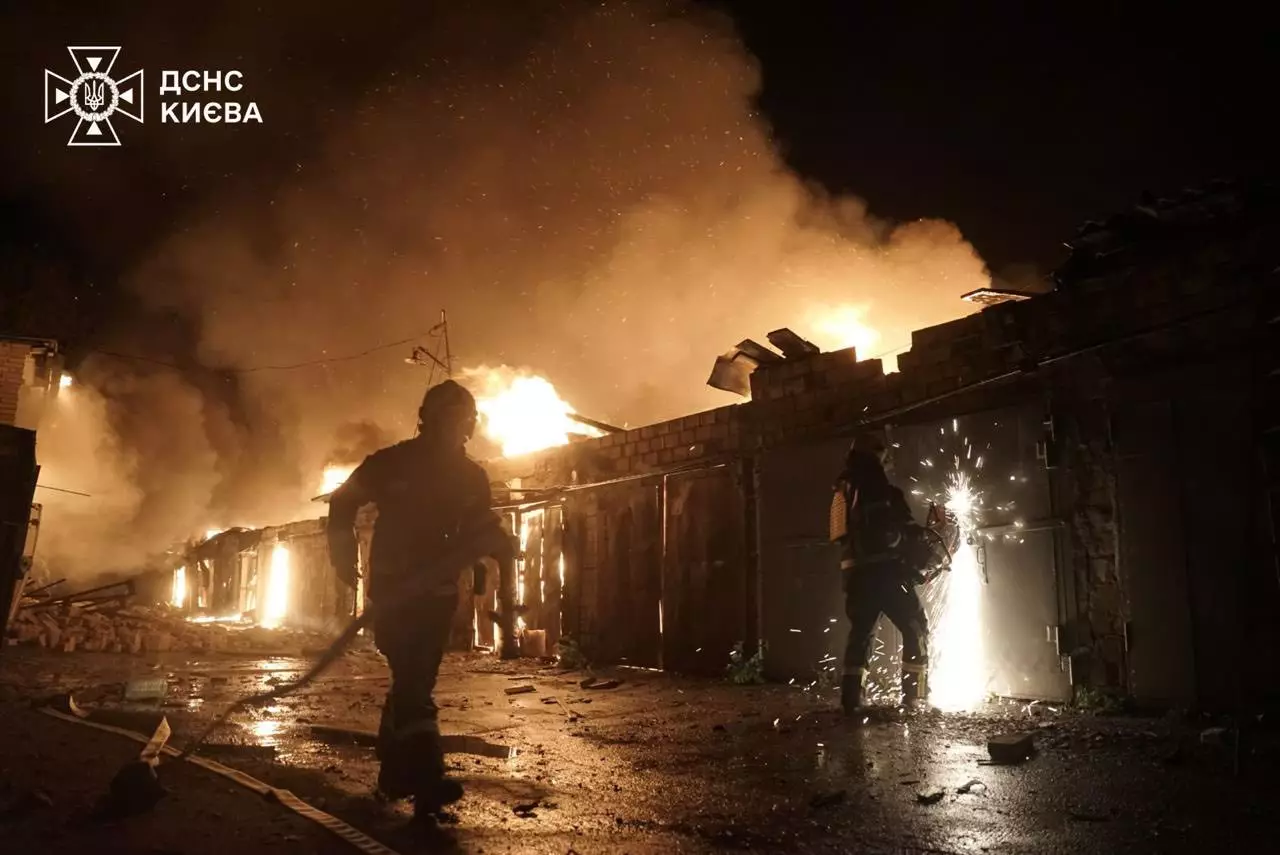
Влучання по гаражах в Києві. 25 квітня 2025

В Києві після ракетного обстрілу 13 загиблих та 100 постраждалих, щонайменше шестеро з них це діти. Ракета влучила в житловий будинок в Святошинському районі, також пошкоджено Центральний палац одружень у Києві. Харків вночі зазнав комбінованої атаки російських окупантів. 14 ворожих БпЛА та 11 ракет різних типів заходили на місто хвилями та з кількох напрямків, внаслідок російських ударів пошкоджені багатоповерхові та приватні будинки, навчальний заклад і об'єкти інфраструктури. Постраждало 6 людей. ЗС РФ вдарили Павлоград. Під час атаки по Україні були поранені працівники Укрзалізниці.
Внаслідок російської ракетної атаки у Хмельницькій області постраждали двоє людей, пошкоджено газорозподільний пункт.
На території аеродрому «Ростов-на-Дону центральний» згорів багатоцільовий винищувач Су-30СМ.
Унаслідок ракетного удару по Харкову пошкоджено кілька підприємств, а в Основ'янському районі ракета влучила поблизу житлового сектора, пошкодивши приватні будинки, дві людини поранено. У селищі Безлюдівка Харківського району в результаті обстрілу було пошкоджено понад 10 приватних будинків, а 14-річна дівчинка отримала травму. Протягом доби в Харкові зафіксовано 19 прильотів.
Російські війська завдали авіаційного удару по Краснопіллю Сумської області. У результаті чергової атаки з боку РФ пошкоджено адміністративну будівлю.
Велика Британія ввела нові санкції проти Росії, що охоплюють, зокрема, заборону на ввезення контролерів відеоігор, які використовуються для управління дронами. Велика Британія також закрила доступ до країни іншим технологіям, включно з програмним забезпеченням, яке дає змогу шукати й розробляти нові нафтові та газові свердловини.

### 25 квітня
За добу ЗС РФ втратили 1170 солдатів та понад 241 одиницю військової техніки. Вночі Росія масовано атакувала Дніпропетровщину та Харків БпЛА, загалом було запущено понад 100 безпілотників. Виникли пожежі. В Павлограді зафіксоване влучання по багатоповерховому будинку, 3 людини загинуло ще 8 постраждало. Внаслідок удару по Павлограду була знищена триповерхова база медичного батальйону Госпітальєрів. У Києві на вшанування пам'яті загиблих внаслідок російської атаки оголосили цей день днем жалоби.
Під Москвою в Балашисі ліквідували вибухом заступника начальника ГУ ГШ Ярослава Москалика.
Україна та ЄС відповіли на «мирний план» Трампа, передавши США свої наміри щодо завершення війни з Росією.
Світовий банк надасть Україні $70 млн для підтримки української енергосистеми.
З початку повномасштабної війни Росія втратила 10703 танки.
ЗС РФ скинула авіабомбу на житловий будинок у селищі Ярова Лиманської громади Донецької області. Внаслідок ворожого удару загинули двоє чоловіків — батько і син.
У ЗСУ створили 8 корпус Десантно-штурмових військ. До його складу увійшли шість бойових бригад, що воювали ще під час АТО/ООС, так і сформовані вже після повномасштабного вторгнення РФ в Україну. Командиром корпусу став Герой України, полковник Дмитро Волошин, який з 2024 року очолював 82 десантно-штурмову Буковинську бригаду.

### 26 квітня
ЗСУ ліквідували 1110 окупантів, загальні втрати ворога в особовому складі перевищили 947 тис.. Крім того, Сили оборони знищили 8 танків, 70 артсистем та 1 засіб ППО противника. Вночі ЗС РФ атакували Україну 114 БПЛА та трьома ракетами, однією протикорабельною ракетою «Онікс» та двома протирадіолокаційними ракетами Х-31П. Збито 66 БпЛА, 31 БПЛА локаційно втрачений. Постраждали Кіровоградська, Харківська, Київська та Дніпропетровська області. ЗСУ просунулися на заході Запорізької області, ЗС РФ просунулися біля Покровська, а також у Сумській та Курській областях. Росіяни активізували свої дії під Покровськом.
У Кам'янському в результаті нічної російської дронової атаки постраждало чотири людини, одна людина загинула. Понівечені 3 багатоквартирні будинки і 6 авто. В Кропивницькому ворожі дрони зруйнували складські приміщення.
Масштабний збій в роботі державних серверів стався в Україні. Не працюють термінали, Дія, сайт Нової пошти, нема можливості розрахуваться в метро, проблеми з розрахунками в Ощадбанку. Під час планових робіт у датацентрі De Novo зникло електроживлення. Виникла нештатна ситуація — один із магістральних автоматів аварійно тимчасово припинив подачу енергії на частину систем розподілу живлення.
Росія вперше публічно визнала участь військ Північної Кореї у війні проти України, так начальник ГШ ЗС РФ Герасимов «особливо відзначив» участь військовослужбовців КНДР у боях в Курській області, «відповідно до Договору про всеосяжне стратегічне партнерство». За його заявами, північні корейці надали росіянам «значну допомогу».

### 27 квітня
ЗСУ ліквідували за добу 1030 окупантів, загальні втрати ворога склали 948 тисяч. Крім того, захисники знищили 8 танків, 42 артсистеми та 1 РСЗВ противника. Вночі російські війська атакували Україну 149 ударними БпЛА. Підтверджено збиття 57 ударних БпЛА на сході, півночі, півдні та в центрі країни. 67 ворожих безпілотників-імітаторів. Постраждали Житомирщина, Дніпропетровщина, Одещина, Донеччина, Сумщина та Черкащина. ЗСУ просунулися під Покровськом, окупанти тиснули на 5 напрямках. На Харківському напрямку ЗСУ ліквідували три позиції та техніку окупантів. В Дніпропетровській області пошкоджено 15 будинків. Один російський дрон влучив у житловий будинок у Дніпропетровській області, одна людина загинула.
В Одеській область внаслідок ударними безпілотниками, постраждала 35-річна жінка. Внаслідок атаки безпілотниками в Павлограді Дніпропетровської області загинув чоловік, постраждала 14-річна дівчина, багато пошкоджень, зокрема, житлових будинків.
ЗС РФ готувалися до інтеграції використання мотоциклів під час наступальних операцій в Україні влітку і восени. Про це йдеться у звіті американського Інституту вивчення війни. ЗС РФ захопили село Надіївка у Покровському районі. Найскладніша ситуація зберігалася в районах Єлизаветівки, Тарасівки, Старої Миколаївки, Лисівки, Успенівки, а також на ділянках Шевченко–Піщане й Котлине–Удачне. Ворог намагався прорвати оборону ЗСУ, використовуючи великі групи піхоти, техніку та мотоцикли для штурмів. Зокрема, в районі Тарасівки росіяни тиснкли на позиції поблизу Водяного Другого й Зеленого Поля, а під Старою Миколаївкою впритул наблизилися до села. Російські дрони атакували район залізничного вокзалу у Слов'янську, без жертв. Зранку російська авіація вдарила по Дніпровському району Херсона, пошкоджено житлові будинки, навчальний заклад та об'єкт охорони здоров'я.

### 28 квітня
За добу втрати армії РФ становили 1160 солдатів і понад 100 одиниць авто. Вранці під атакою дронів опинилсь Черкаси та область. Місто атакували щонайменше 10 «шахедів». На фронті відбулося 92 зіткнення, найактивніше ЗС РФ наступали на Покровському напрямку. Черкаська область пережила одну з наймасштабніших атак, ППО знищила 15 дронів, зафіксовано влучання. ЗСУ відбили масові атаки росіян на Покровському напрямку.
Вночі ударні дрони Сил оборони України атакували завод мікроелектроніки «Кремний-Эл» у Брянську. За інформацією свідків, було зафіксовано від 10 до 15 вибухів у районі виробничого підприємства.
Під час виконання бойового завдання з авіаційної підтримки військ та відбиття повітряного нападу ворожих ударних БпЛА, був втрачений винищувач Су-27 Повітряних сил України, пілот вцілів.
Протягом дня під вогнем росіян перебували 17 населених пунктів Донецької області, руйнувань зазнав 61 цивільний об'єкт, з них 36 житлових будинків. У Новоекономічному росіяни вбили трьох жителів. По Костянтинівці ворог вдарив бомбою «КАБ-250» та артилерією — загинула цивільна особа. У Добропіллі пошкоджено промзону, у Мирнограді — 2 будинки. У Покровську пошкоджено багатоповерхівку. У Новоекономічному Гродівської громади 3 особи загинули, пошкоджено 9 приватних будинків, адмінбудівлю, кафе та магазин. У Шаховому 1 особа загинула та 3 поранені. Росіяни вбили дронами 68-літнього мирного жителя Чернігівської області.
У Північній Кореї заявили про завершення операції з визволення Курської області, яка була розпочата за наказом Кім Чен Ина. Про це повідомляють у статті північнокорейського Центрального інформаційного агентства KCNA.
ГУР оприлюднило інформацію про ключові підприємства, які постачають ракети та боєприпаси для Росії. Розвідники оприлюднили нові дані про 243 російські підприємства, що входять до складу найбільших холдингів державної корпорації Ростех. Вони відповідають за понад половину виробництва озброєнь та військової техніки в Росії, що використовуються для агресії проти України.
В Україні запрацював маркетплейс оборонної продукції Brave1 Market для військових. Відтепер підрозділи зможуть самостійно обирати техніку для ведення бойових дій і купувати її за кошти військової частини. Платформа функціонуватиме за принципом інтернет-магазину, але замість звичних товарів тут представлені вироби військового призначення.

### 29 квітня
За добу втрати росіян на фронті склали 1060 солдатів і понад 200 одиниць техніки. Вночі ЗС РФ атакували Україну 100 БпЛА, 37 дронів знищено, 47 локаційно втрачені без негативних наслідків. Внаслідок російської атаки постраждали Харківщина, Донеччина, Дніпропетровщина та Київщина. Відбулося 125 бойових зіткнень. Одна дитина загинула та ще четверо людей дістали поранення внаслідок російської дронової атаки у Дніпропетровської області в Губиниській громаді. У Дніпрі пізно ввечері пролунали вибухи, на місто летіли російські дрони.
Внаслідок нічної дронової атаки над Києвом зафіксовано 11 БпЛА. З них дев'ять знищено засобами ППО. два — радіолокаційно втрачені. Ураження об'єктів критичної інфраструктури не допущено. Однак у межах Києва внаслідок падіння уламків одного зі збитих дронів зафіксоване займання на території бази відпочинку в Деснянському районі. Є руйнування, пошкодження будівель та автомобілів.
Один із російських безпілотників, які цієї ночі атакували Україну, ймовірно, на короткий час порушив повітряний простір Румунії. На перехоплення були підняті два літаки F-16 ВПС Румунії та два літаки Eurofighter ВПС Італії.
Зранку у Есманьській громаді Сумської області внаслідок удару безпілотника було убито одного на поранено ще одного місцевого мешканця. Росіяни вбили жителя Донеччини: у Шаховому. Ще 6 людей в області за добу дістали поранення. Упродовж доби російські окупанти поранили шістьох мешканців Херснської області. Від атак ворога постраждали 35 населених пунктів, повідомив начальник ОВА Олександр Прокудін. Російські військові били по соціальній інфраструктурі; житлових кварталах населених пунктів області, зокрема пошкодили 10 багатоповерхівок та 9 приватних будинків.
Ситуація на Новопавлівському напрямку суттєво загострилась, росіяни проривалися на кордон трьох областей, за добу відбулося 23 зіткнення. Неспокійною лишалася ситуація на Оріхівському напрямку. Найбільше боїв відбулося на Покровському напрямку — 75 зі 177. Ворог також був активним на курщині та Лиманському напрямках, завдавши 91 авіаудар та майже 5900 обстрілів.
Міністр оборони Латвії Андріс Спрудс оголосив про відправлення Україні чергової партії бойових безпілотників у розмірі 1500 штук.
З кількох населених пунктів Межівської громади Дніпропетровської області оголосили примусову евакуацію родин із дітьми. Евакуація стосується жителів сіл Колона-Межова, Новопідгородне, Райполе та Сухарева Балка.
Український виробник замінив браковані артилерійські міни калібру 120 мм, що були поставлені у Сили оборони торік. Остаточна кількість проблемних мінометних снарядів, поставлених одним підприємством, становила 39 455 штук. СБУ затримала керівництво оборонного заводу Леоніда Шимана та його першого заступника Олексія Кириченка.
Війська КНДР за час участі у боях проти Сил оборони України в Курській області зазнали втрати понад 4700 осіб, із яких більше 600 — загиблими. Про це повідомило Національне розвідувальне агентство Південної Кореї
Пізно вночі ЗС РФ запустили понад 100 дроноів по Дніпру. У місті виникло кілька пожеж, є загиблий.

### 30 квітня
За добу ЗСУ ліквідували 1100 загарбників,, загальні втрати ЗС РФ сягнули 952 тисяч. Також українські захисники знищили 11 артсистем та 1 РСЗВ противника. Вночі війська ЗС РФ запустили по Україні 108 БПЛА, збито 50 БпЛА на сході, півночі, півдні та в центрі країни, ще 22 були локаційно втрачені. ЗСУ просунулися поблизу Торецька, ЗС РФ просунулися у Сумській та Бєлгородській областях, біля Покровська, Курахового та Великої Новосілки.
Вночі росія атакувала Харків ударними дронами, було влучання у АЗС. Постраждали 47 людей, серед них двоє дітей та вагітна жінка. Горіли приватні житлові будинки, легкові автомобілі. Також сталися пожежі на території адміністративних будівель, складської будівлі та інших об'єктах цивільної інфраструктури.
Українські БПЛА атакували один із найбільших заводів з виробництва піротехнічних засобів для ЗС РФ у Муромі у Володимирській області.
ЗС РФ захопили селище Суха Балка, Бахмутського району Донецької області.
Верховна Рада підтримала за основу та в цілому продовження строку добровільного повернення після самовільного залишення частини до 30 серпня 2025 року.
Про події наступного місяця — див. у статті Хронологія російського вторгнення в Україну (травень 2025).